# Parc national de Mu Ko Chang
 (février 2022).
La mise en forme du texte ne suit pas les recommandations de Wikipédia : il faut le « wikifier ».
Les points d'amélioration suivants sont les cas les plus fréquents :
- Les titres sont pré-formatés par le logiciel. Ils ne sont ni en capitales, ni en gras.
- Le texte ne doit pas être écrit en capitales (les noms de famille non plus), ni en gras, ni en italique, ni en « petit »…
- Le gras n'est utilisé que pour surligner le titre de l'article dans l'introduction, une seule fois.
- L'italique est rarement utilisé : mots en langue étrangère, titres d'œuvres, noms de bateaux, etc.
- Les citations ne sont pas en italique mais en corps de texte normal. Elles sont entourées par des guillemets français : « et ».
- Les listes à puces sont à éviter, des paragraphes rédigés étant largement préférés. Les tableaux sont à réserver à la présentation de données structurées (résultats, etc.).
- Les appels de note de bas de page (petits chiffres en exposant, introduits par l'outil «  Source ») sont à placer entre la fin de phrase et le point final[comme ça].
- Les liens internes (vers d'autres articles de Wikipédia) sont à choisir avec parcimonie. Créez des liens vers des articles approfondissant le sujet. Les termes génériques sans rapport avec le sujet sont à éviter, ainsi que les répétitions de liens vers un même terme.
- Les liens externes sont à placer uniquement dans une section « Liens externes », à la fin de l'article. Ces liens sont à choisir avec parcimonie suivant les règles définies. Si un lien sert de source à l'article, son insertion dans le texte est à faire par les notes de bas de page.
- La présentation des références doit suivre les conventions bibliographiques. Il est recommandé d'utiliser les modèles {{Ouvrage}}, {{Chapitre}}, {{Article}}, {{Lien web}} et/ou {{Bibliographie}}. Le mode d'édition visuel peut mettre en forme automatiquement les références.
- Insérer une infobox (cadre d'informations à droite) n'est pas obligatoire pour parachever la mise en page.

Pour une aide détaillée, merci de consulter Aide:Wikification.
Si vous pensez que ces points ont été résolus, vous pouvez retirer ce bandeau et améliorer la mise en forme d'un autre article.
Le parc national de Mu Ko Chang (thaï : อุทยานแห่งชาติหมู่เกาะช้าง ; litt. parc national de l'archipel de l'île aux éléphants) est un parc national marin thaïlandais situé dans la province de Trat. Il a été créé en 1982 et sa superficie est de 650 km2.
C'est depuis les années 2000 une destination touristique.

## Géographie
Le parc national de Mu Ko Chang est constitué de 70 % de mer (458 km2) et de 30 % de terre (192 km2). Il se trouve à un peu plus de 300 km à l'Est de Bangkok, à environ 8 km de la côte, dans le golfe de Thaïlande, près du Cambodge.
C'est un archipel de 52 îles et îlots essentiellement granitiques, montagneux et couverts de luxuriantes  forêts tropicales.

Végétation tropicale de l'île de Ko Chang
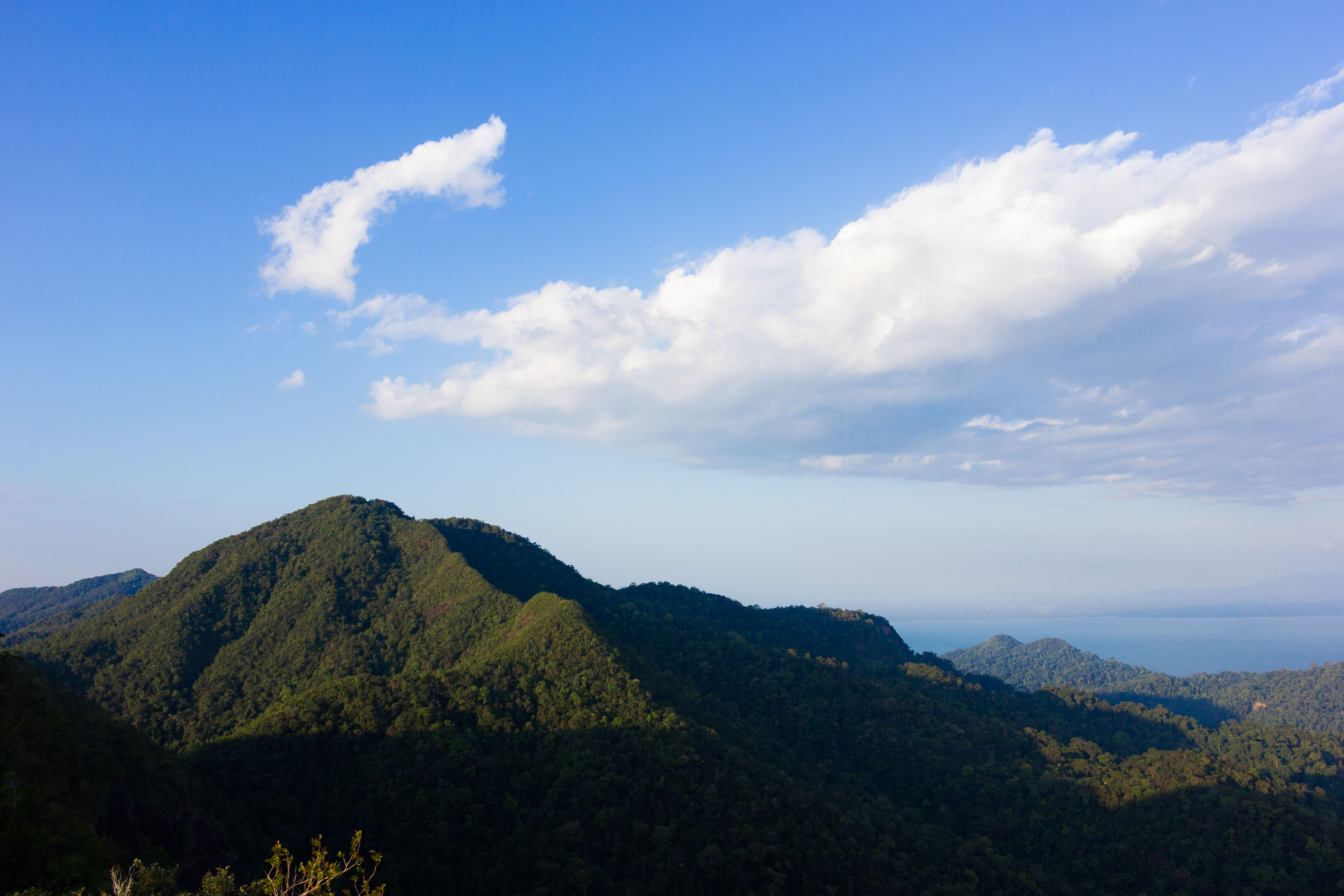
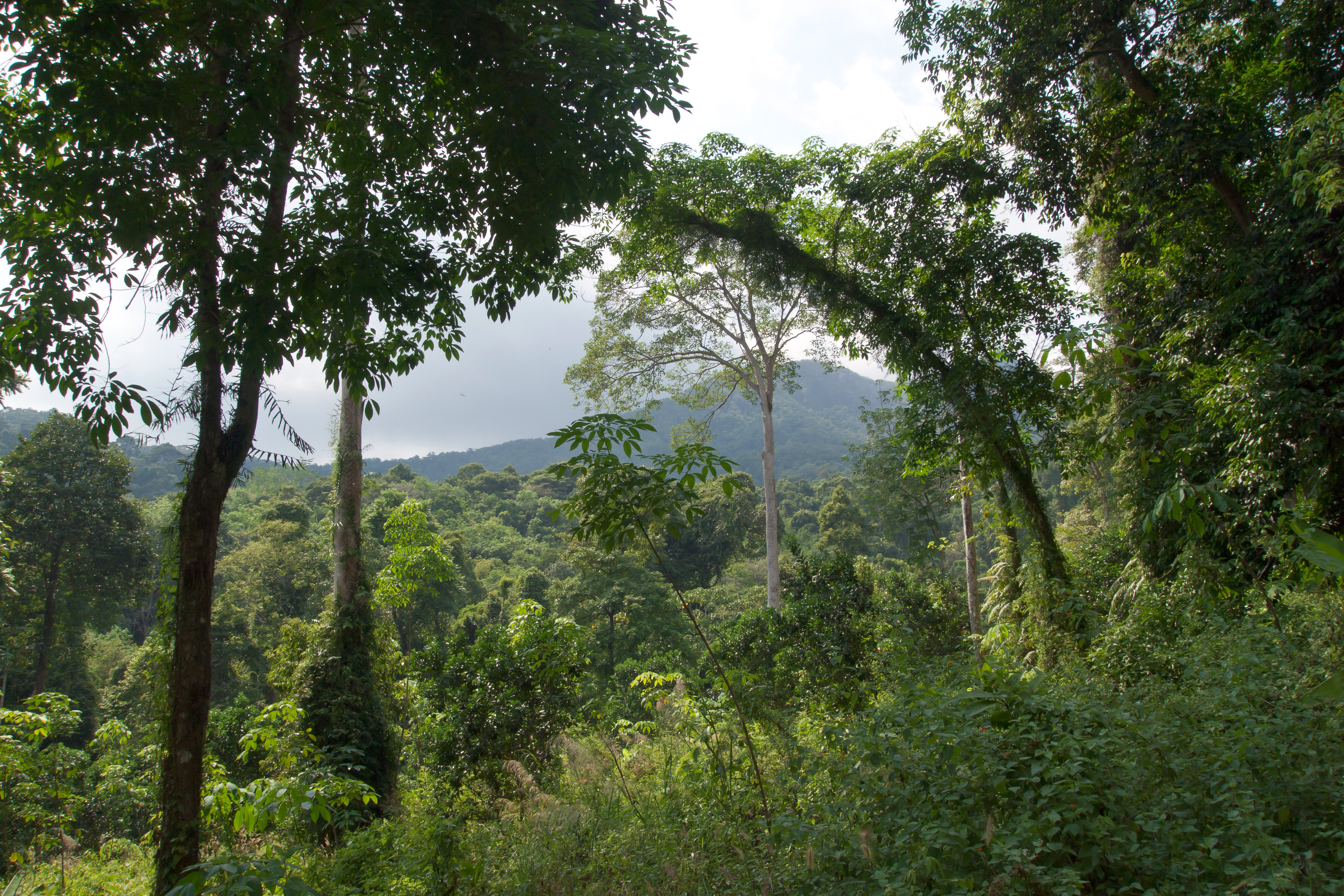
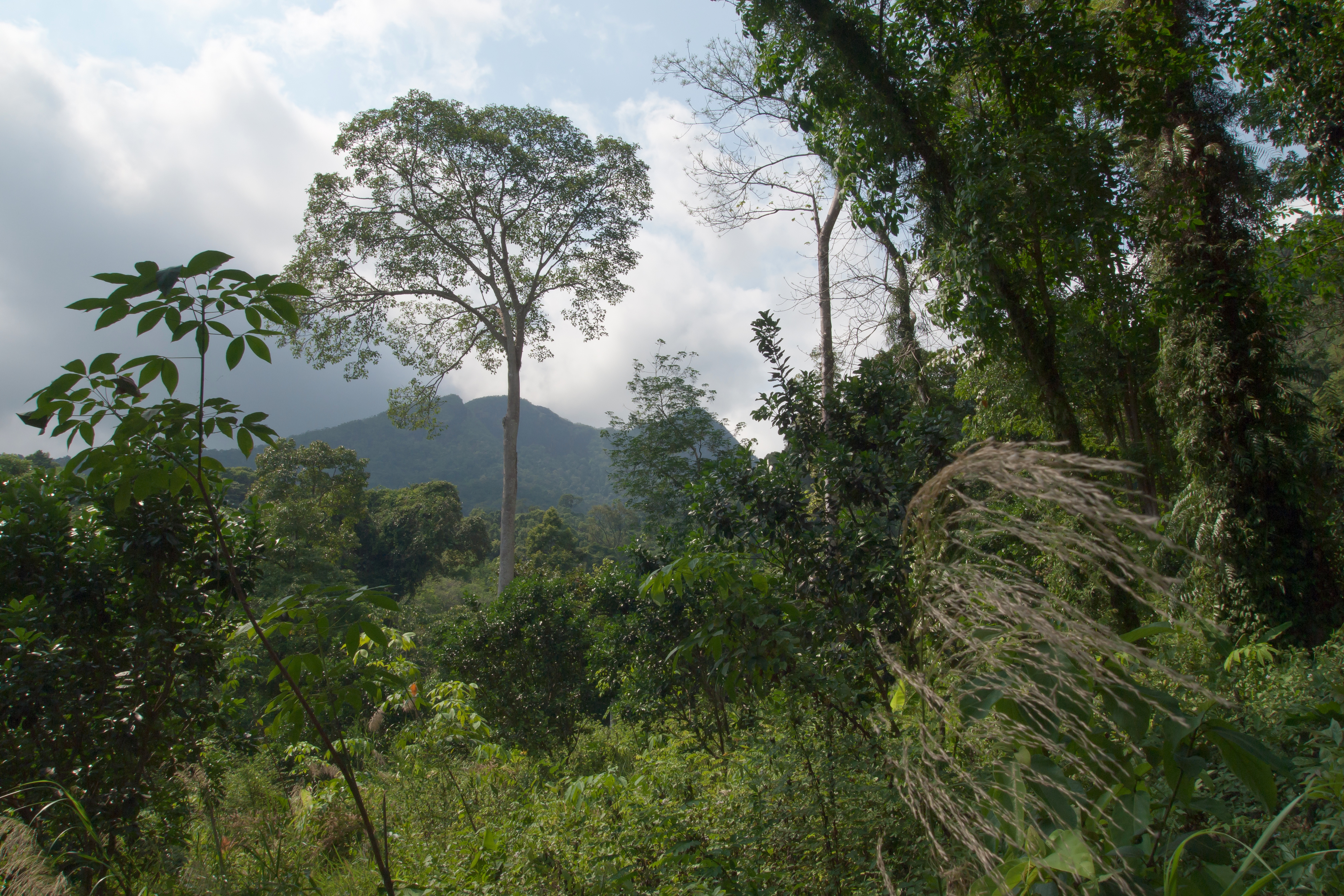
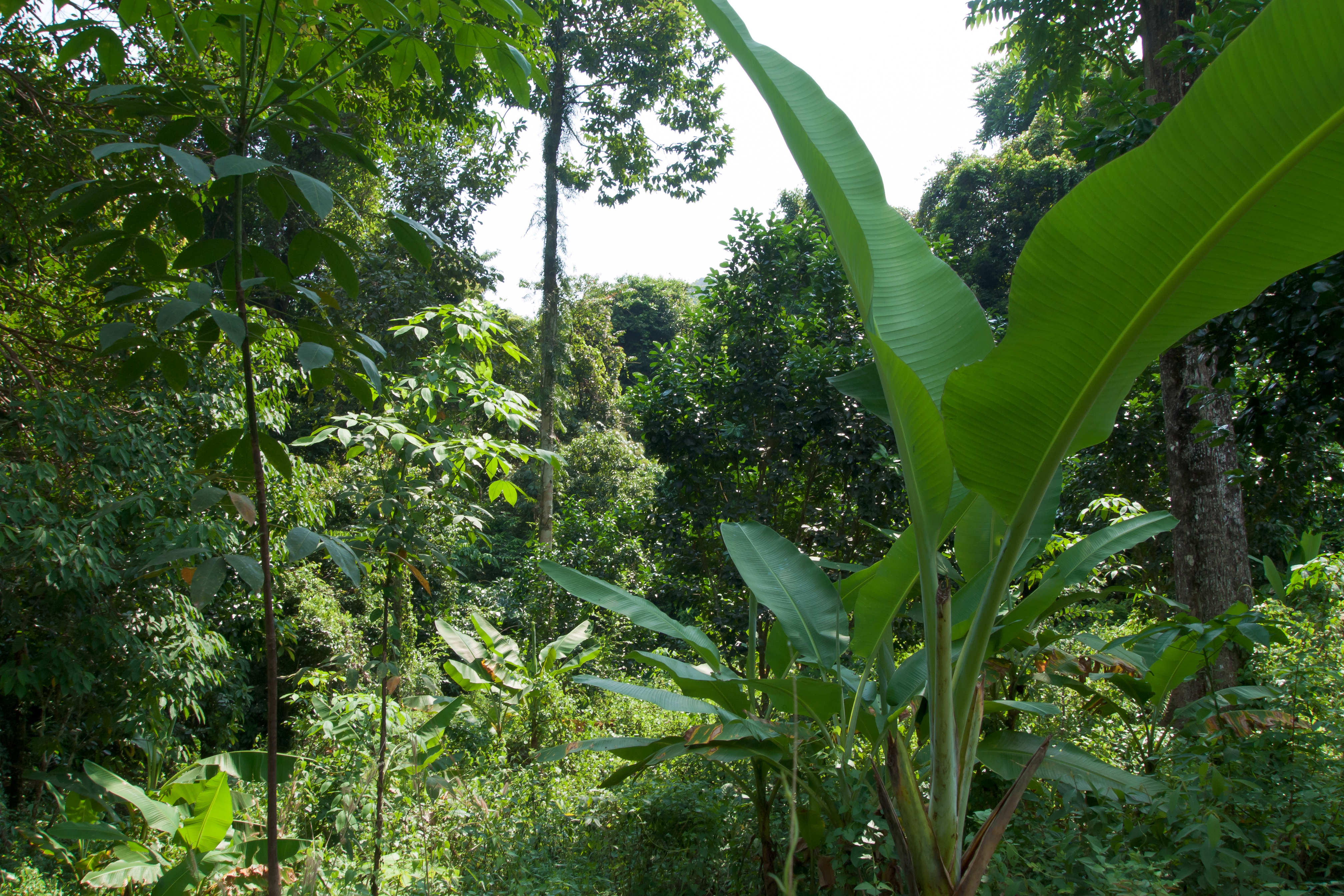

L'île principale de cet archipel est Ko Chang (thaï :เกาะช้าง), la 3e plus grosse île de Thaïlande après Ko Phuket et Ko Samui : 80 % de sa surface, soit 168 km2 sur ses 210 km2 (30 km de long sur 14 km de large), est intégré dans le parc national . Cette île est connue pour ses magnifiques plages de sable blanc. Il y a aussi de nombreux ruisseaux, rivières et jolies cascades à découvrir : cascade de Than Mayom, cascade de Klong Plu, cascade de Klong Nonsi... Son sommet le plus élevé, le Khao Salak Phet, culmine à 743 m au-dessus de la mer.

Plages de sable blanc
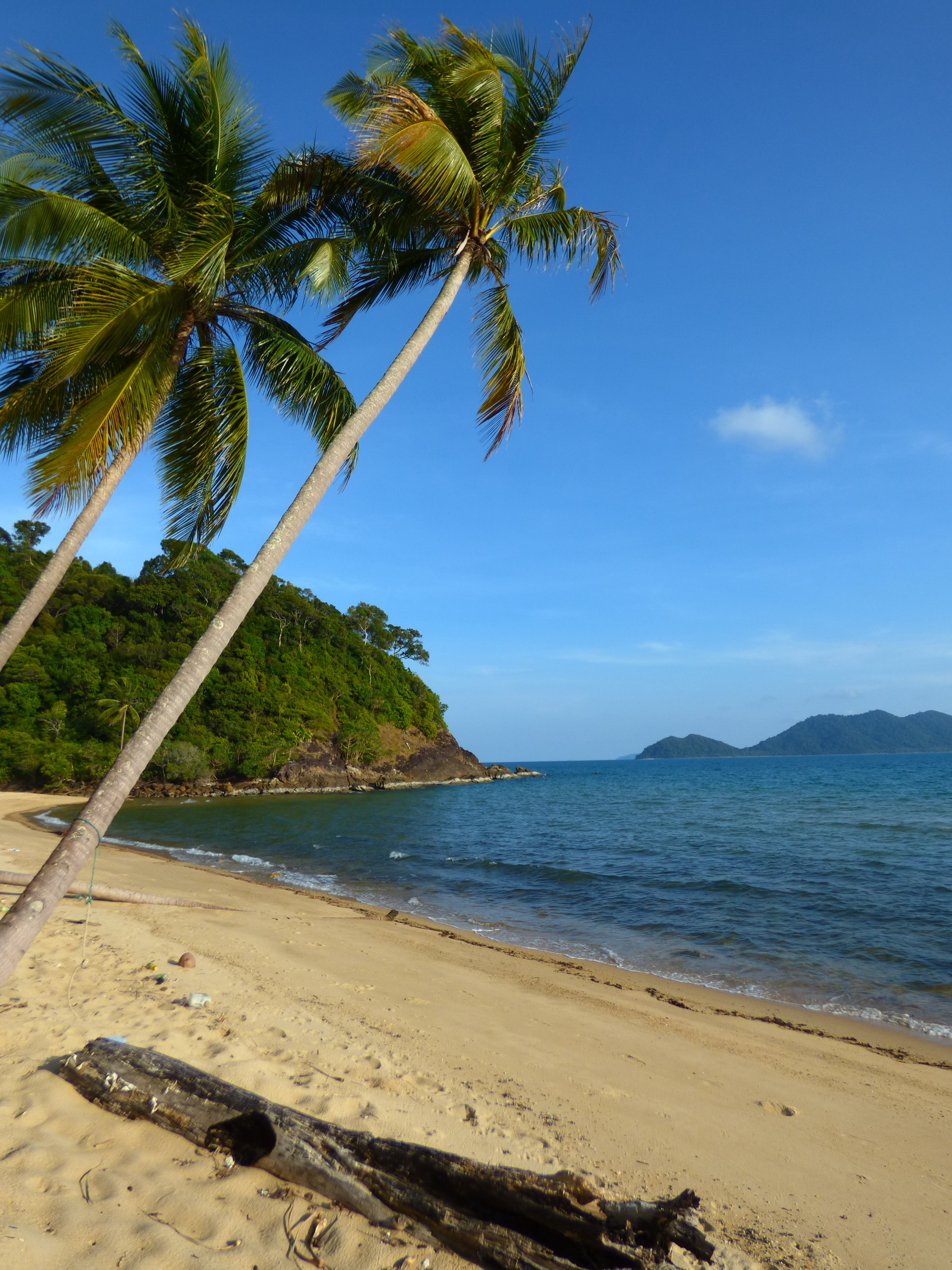
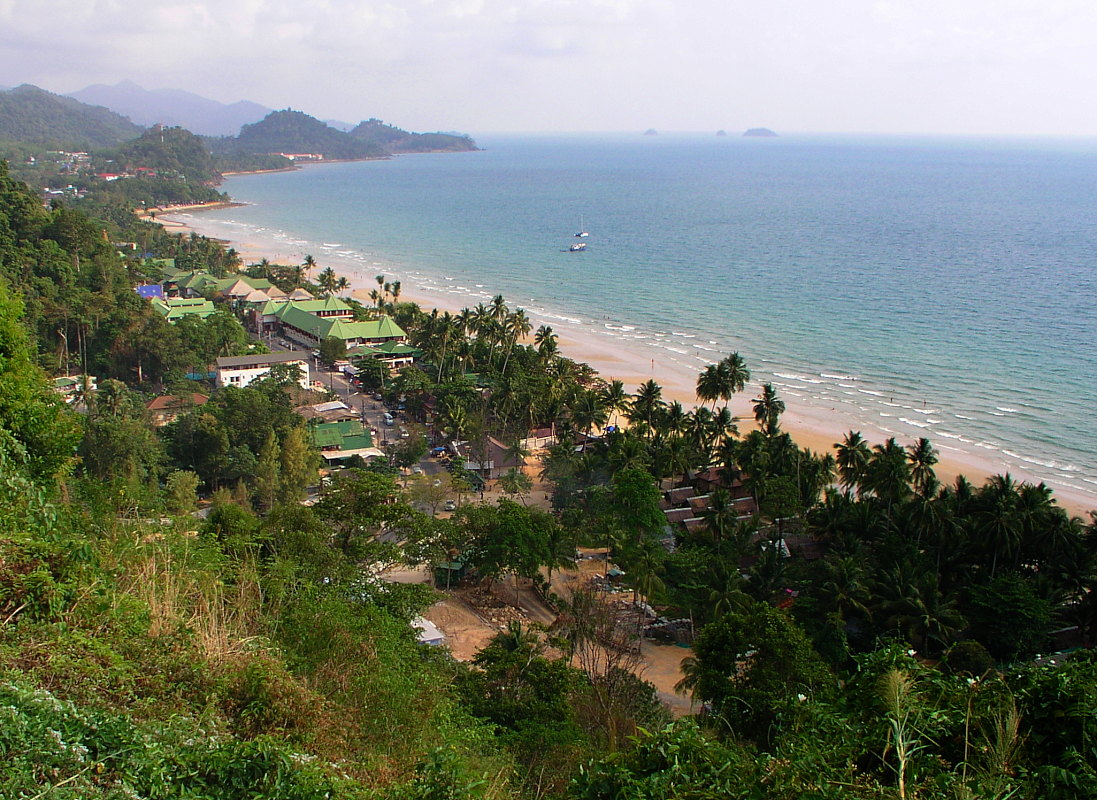
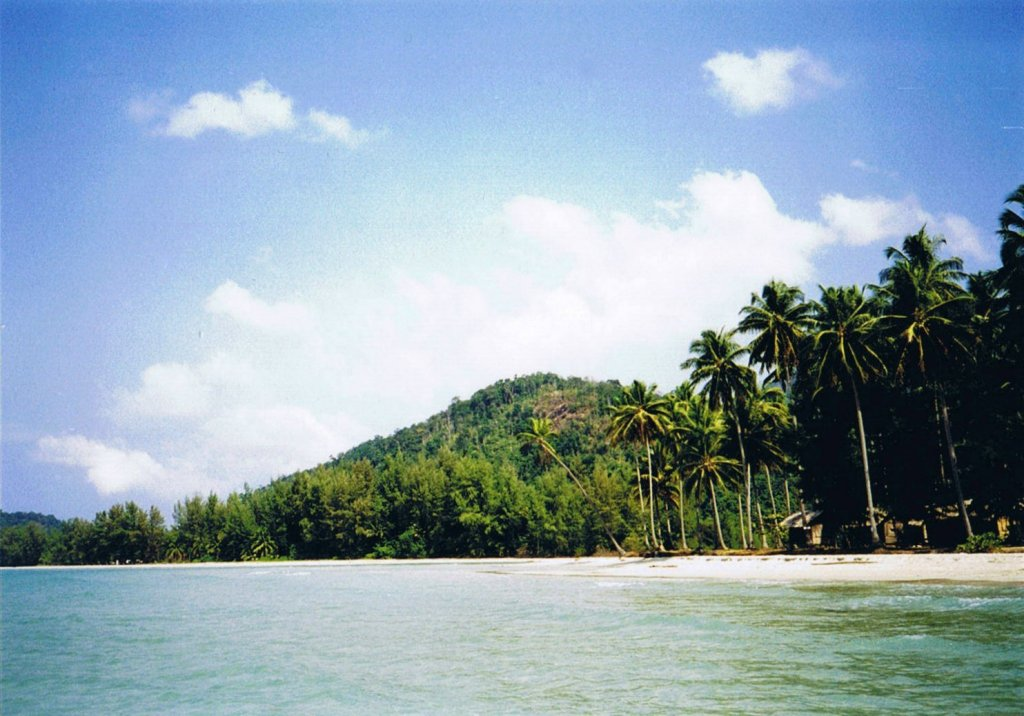
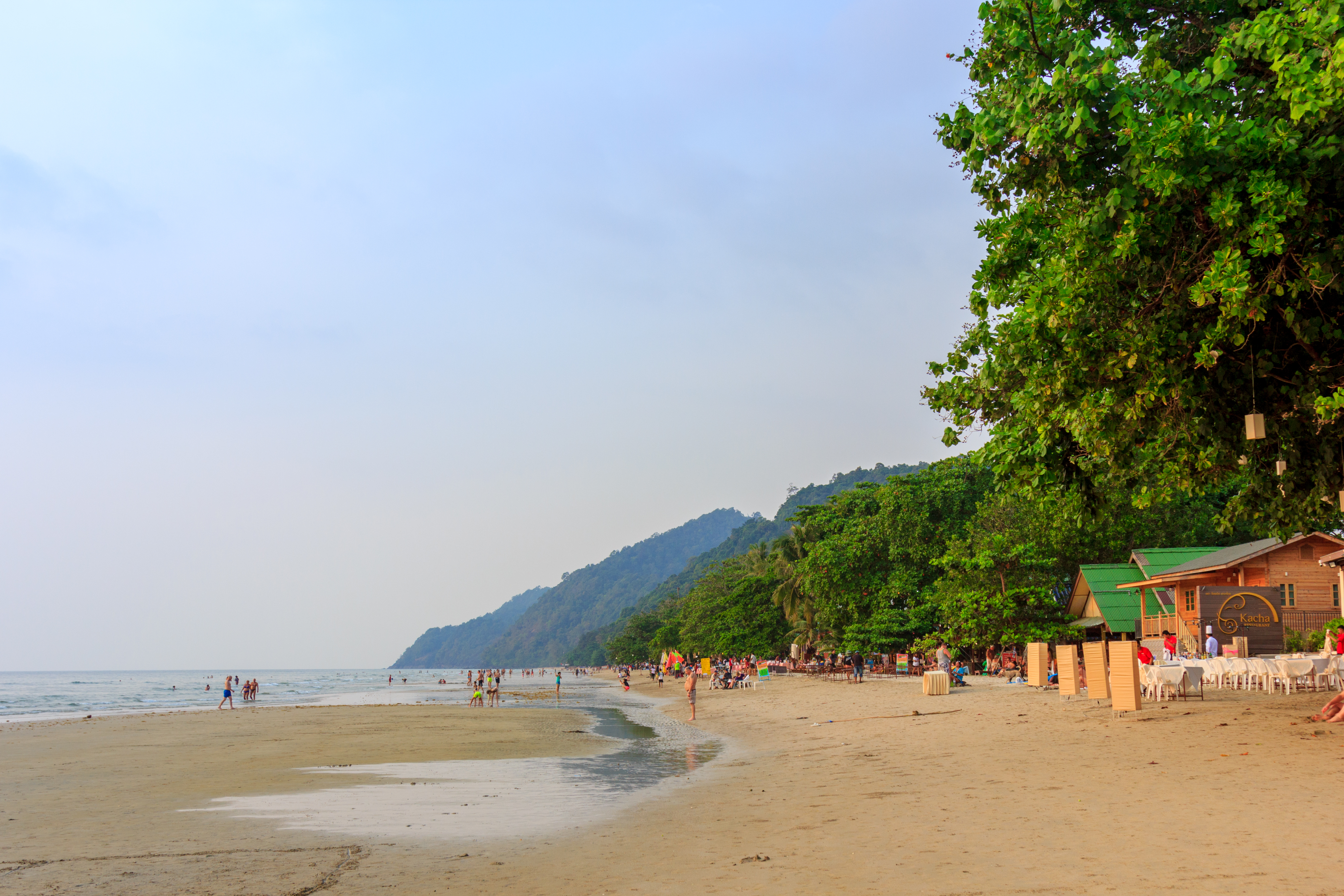

Cascades et cours d'eau
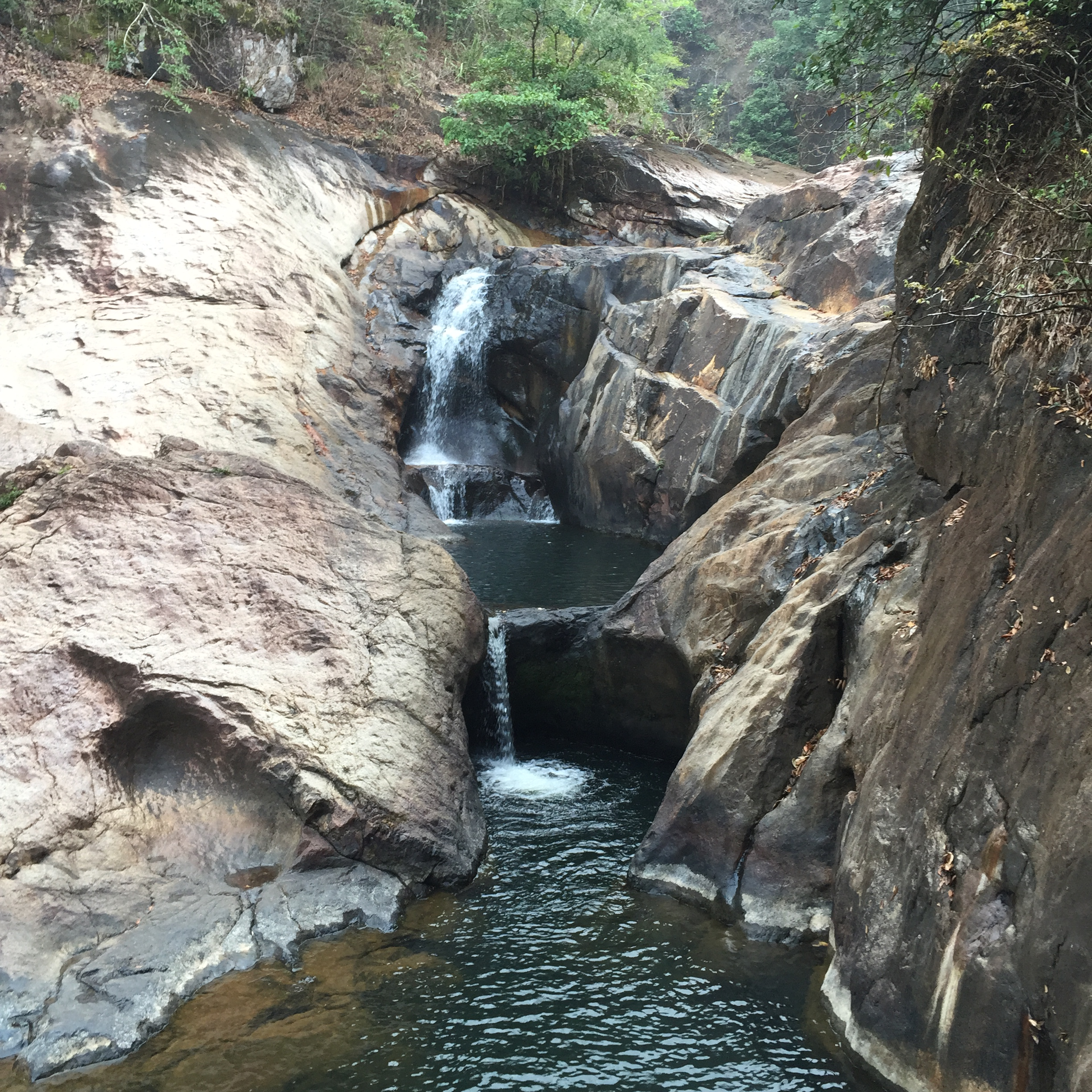
Cascade de Than Mayom (น้ำตก ธารมะยม)
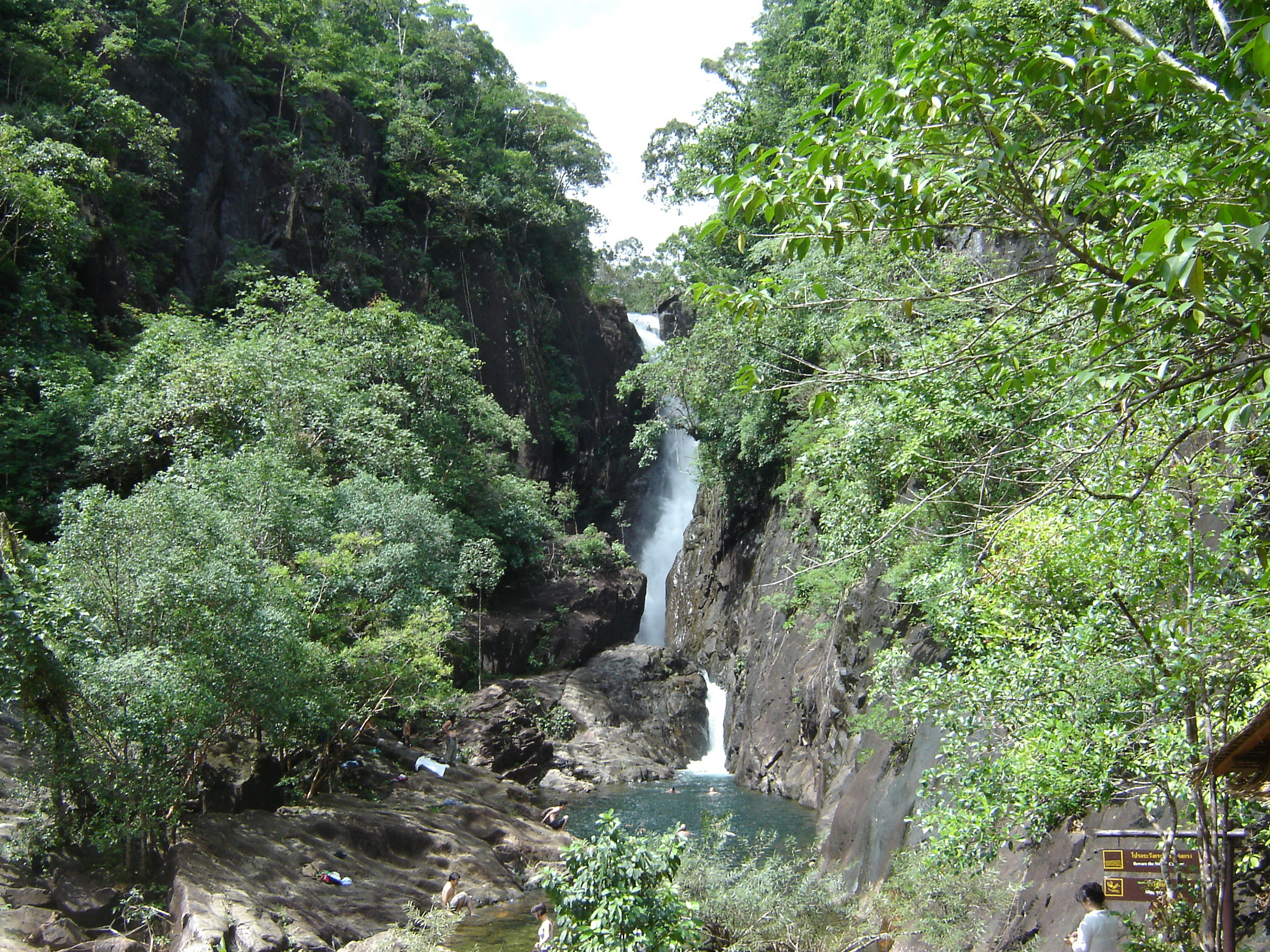
Cascade de Klong Plu (น้ำตก คลองพลู)
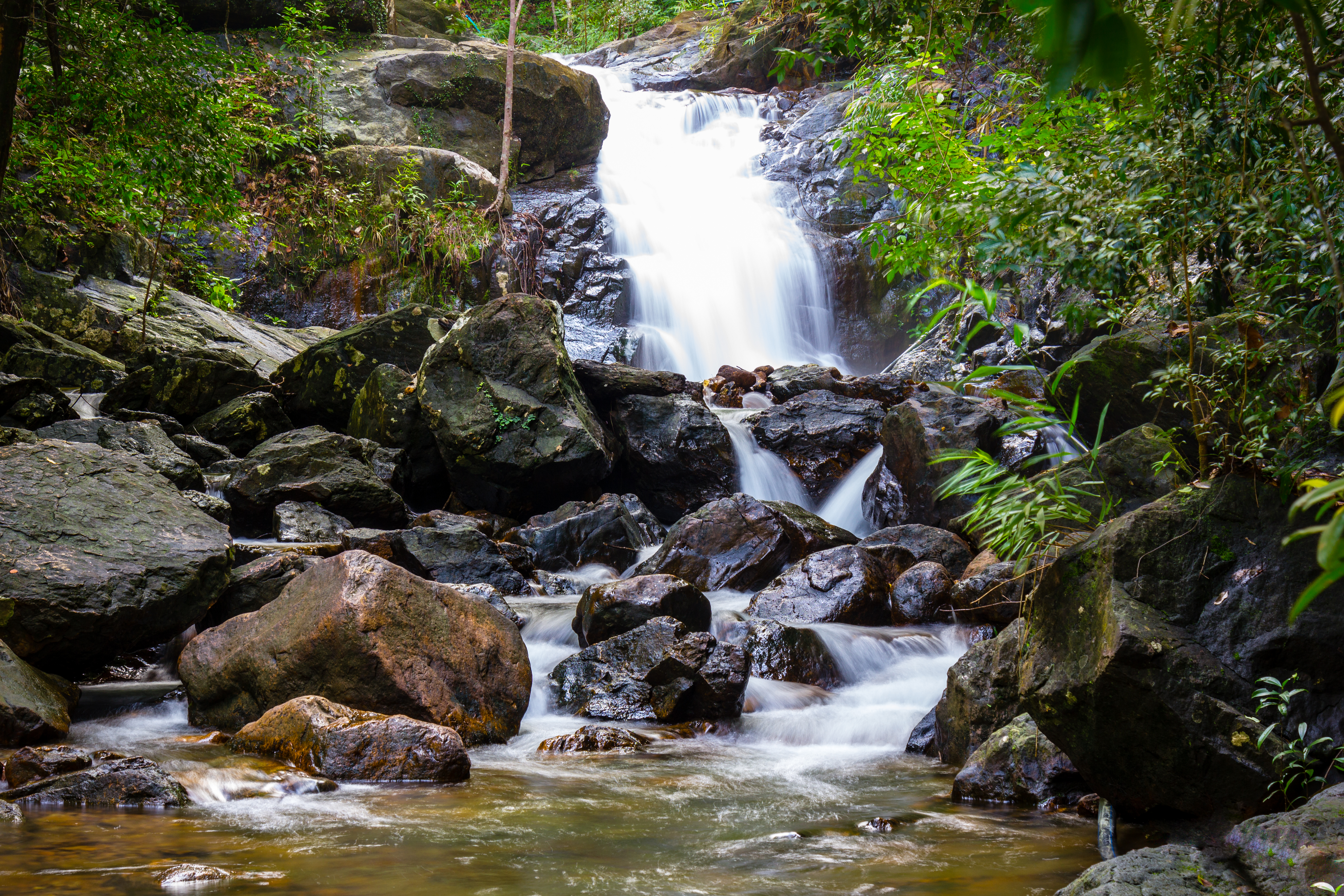
Cascade de Klong Nonsi
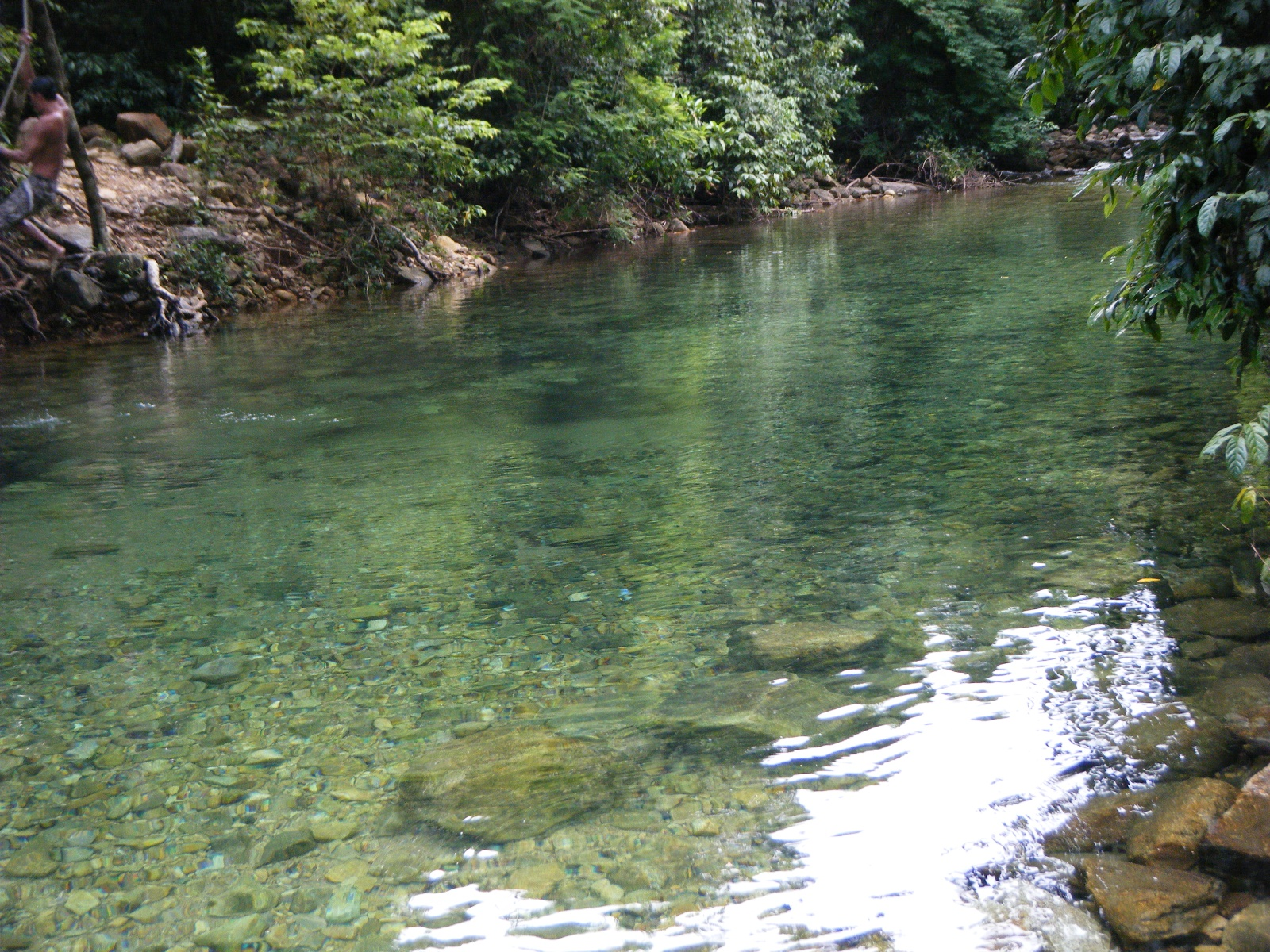
Rivière

Carte des îles de la province de Trat, Thaïlande

Les autres îles les plus importantes de l'archipel sont : Ko Chang Noi (เกาะ ช้าง น้อย), Ko Lao Ya (เกาะ เหลายา), Ko Wai (เกาะ หวาย), Ko Rang (หมู่เกาะ รัง) et  Ko Khlum (เกาะ คลุ้ม).
Il y a aussi de très nombreux îlots : Ko Ma Pring (เกาะ มะปริง), Ko Yuak (เกาะ หยวก), Ko Salak Khok (เกาะ สลัก คอก), Ko Ngam (เกาะ งาม), Ko Mai Si Yai (เกาะ ไม้ ซี้ ใหญ่), Ko Mai Si Lek (เกาะ ไม้ ซี้ เล็ก), Ko Bai Tang (เกาะ ใบ ตัง)...

## Climat
De novembre à février, c'est la saison froide avec un vent de mousson du nord-ouest.
En mars et avril, c'est la saison chaude.
De mai à octobre, c'est la saison des pluies avec un vent de mousson du sud-ouest.

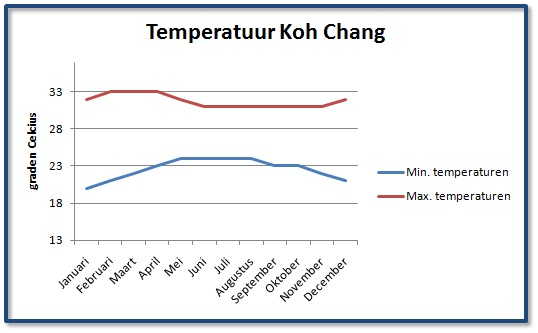
Température (en °C) sur l'île de Ko Chang

## Flore et faune

### Flore

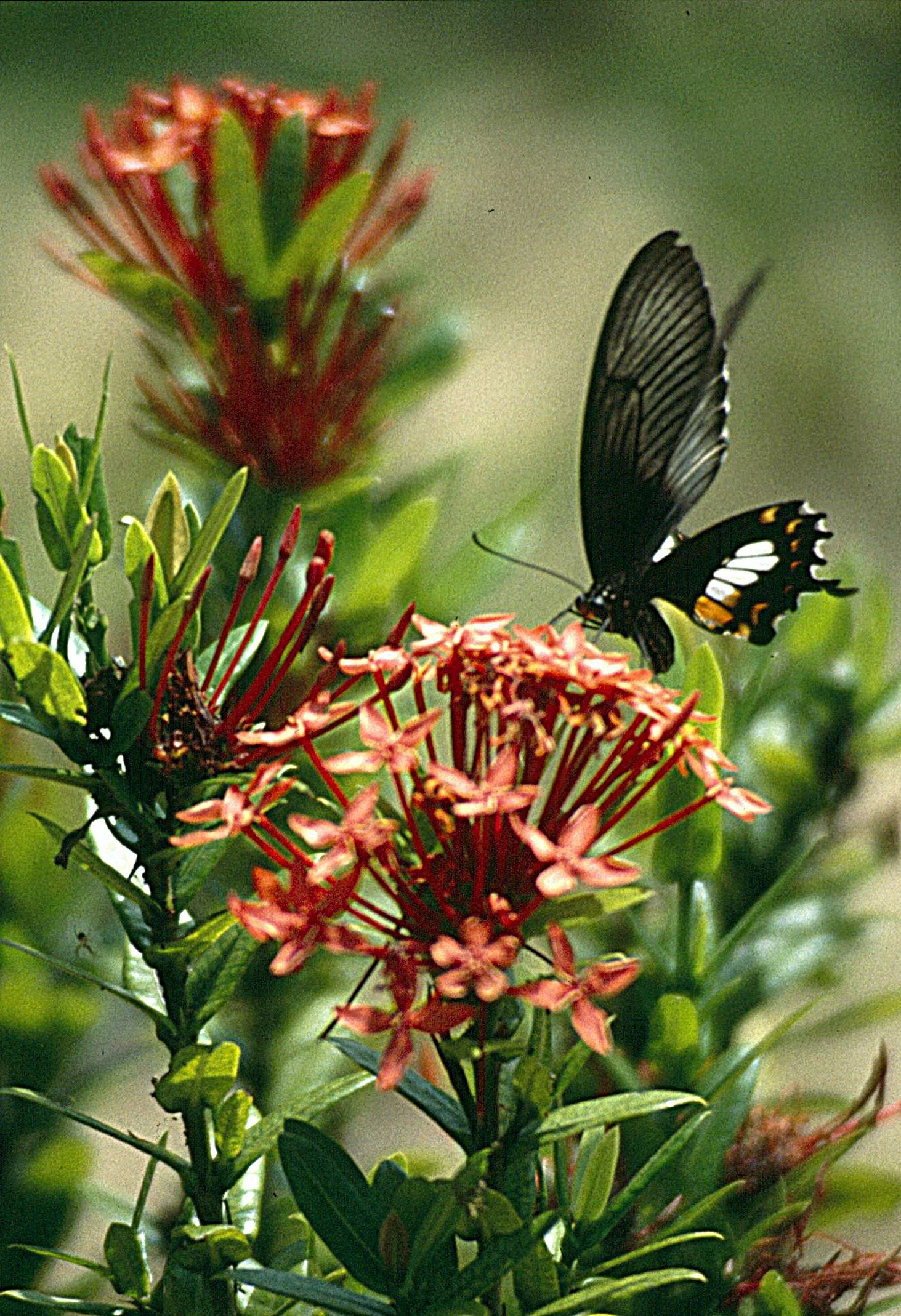
Fleurs d'Ixora et papillon

La forêt tropicale humide est omniprésente à l'intérieur des îles, dans les monts et montagnes granitiques.
Les principales espèces d'arbres et arbustes que l'on y trouve sont :
- dans la strate arborée supérieure : des arbres géants émergent de la canopée dont des dipterocarpaceae anisoptera costata, dipterocarpus alatus et dipterocarpus turbinatus, hopea odorata... ainsi que des irvingia malayana etc.
- dans la strate arborée : des arbres castanopsis, podocarpus neriifolius, des schima wallichii...
- dans la strate arbustive : des arbustes croton... et des palmiers oncosperma horrida (ou horridum), des palmiers à queue de poisson de Birmanie caryota mitis et des caryota urens, des palmiers grimpants rotin calameae, des palmiers grimpants épineux daemonorops...
- dans la strate herbacée : des plantes zingiberaceae dont l'amomum, la cardamome médicinale, le curcuma rond (ou clés chinoises), la kaempferia pulchra..

On peut aussi mentionner la présence de bambous, d'arbres à orchidées bauhinia bracteata et d'orchidées, d'arbres et arbustes ixora, de fougères épiphytes platycerium coronarium, de plantes grimpantes pandanaceae freycinetia sumatrana...

Forêt tropicale humide
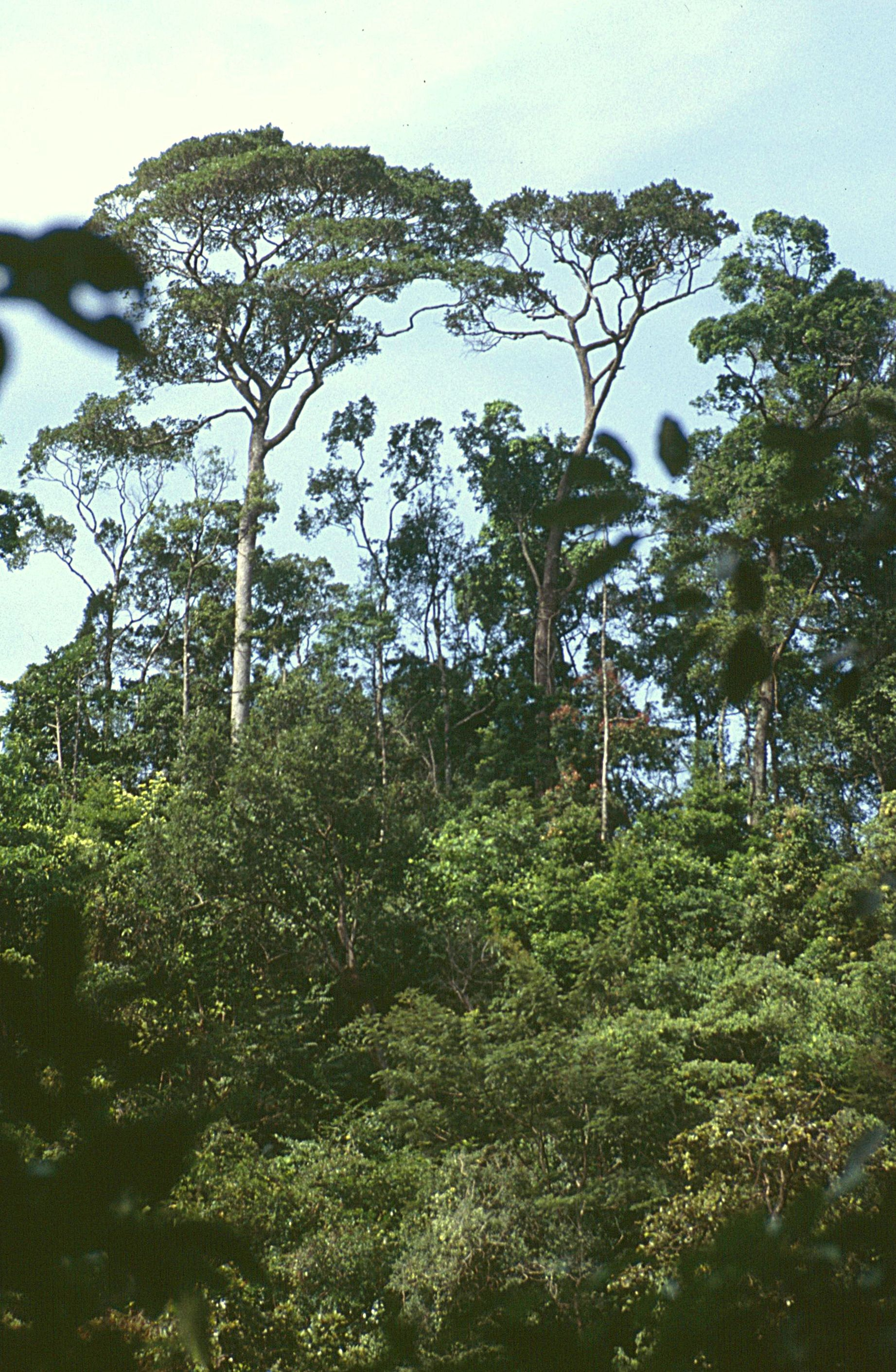
Dipterocarpus, arbres géants dit émergent dont le fût et la frondaison émergent de la canopée
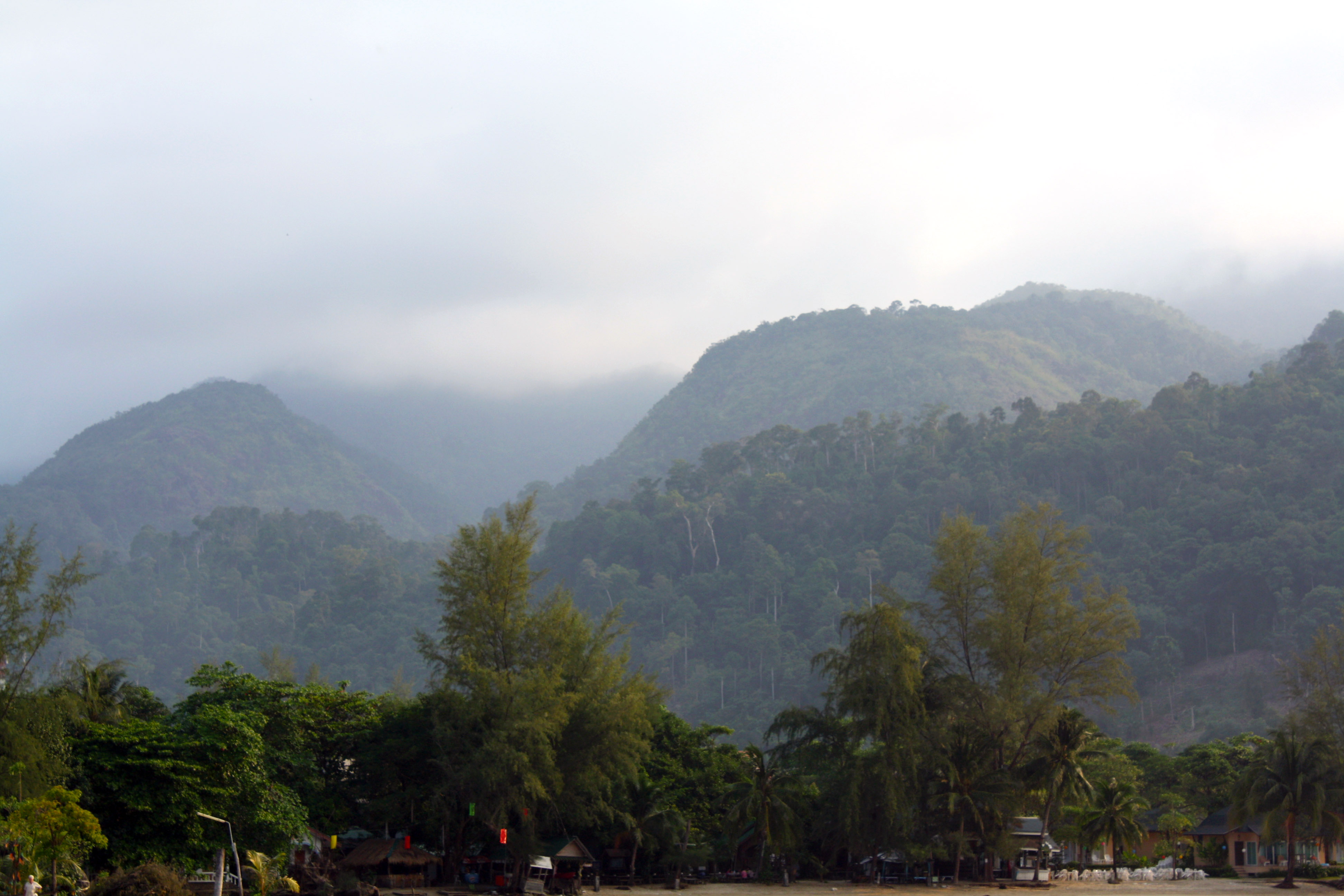
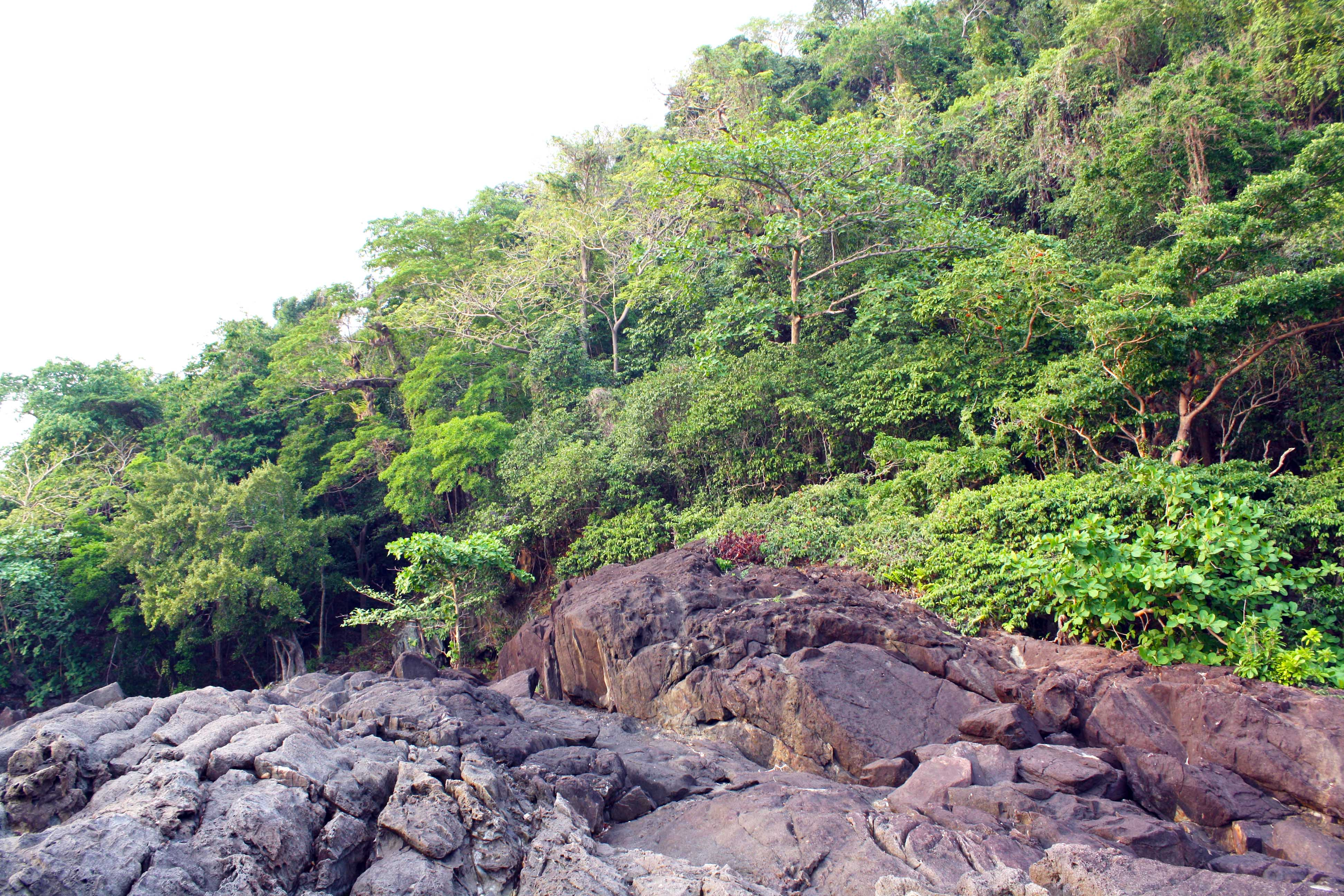

La forêt de plage et de bord de mer est présente le long des côtes des îles, en particulier autour des villages de Salak Phet, Salak Khok, Khlong Son et Khlong Phrao Bay.

Les principales espèces d'arbres et arbustes que l'on y trouve sont : des cocotiers, des arbres à caoutchouc hévéa, des arbres fruitiers comme le badamier, le takamaka et le jacquier..., des arbres et arbustes myrtaceae melaleuca leucadendra, des eugenia, des arbustes à fleurs kaitha...

Forêt de plage et forêt de bord de mer
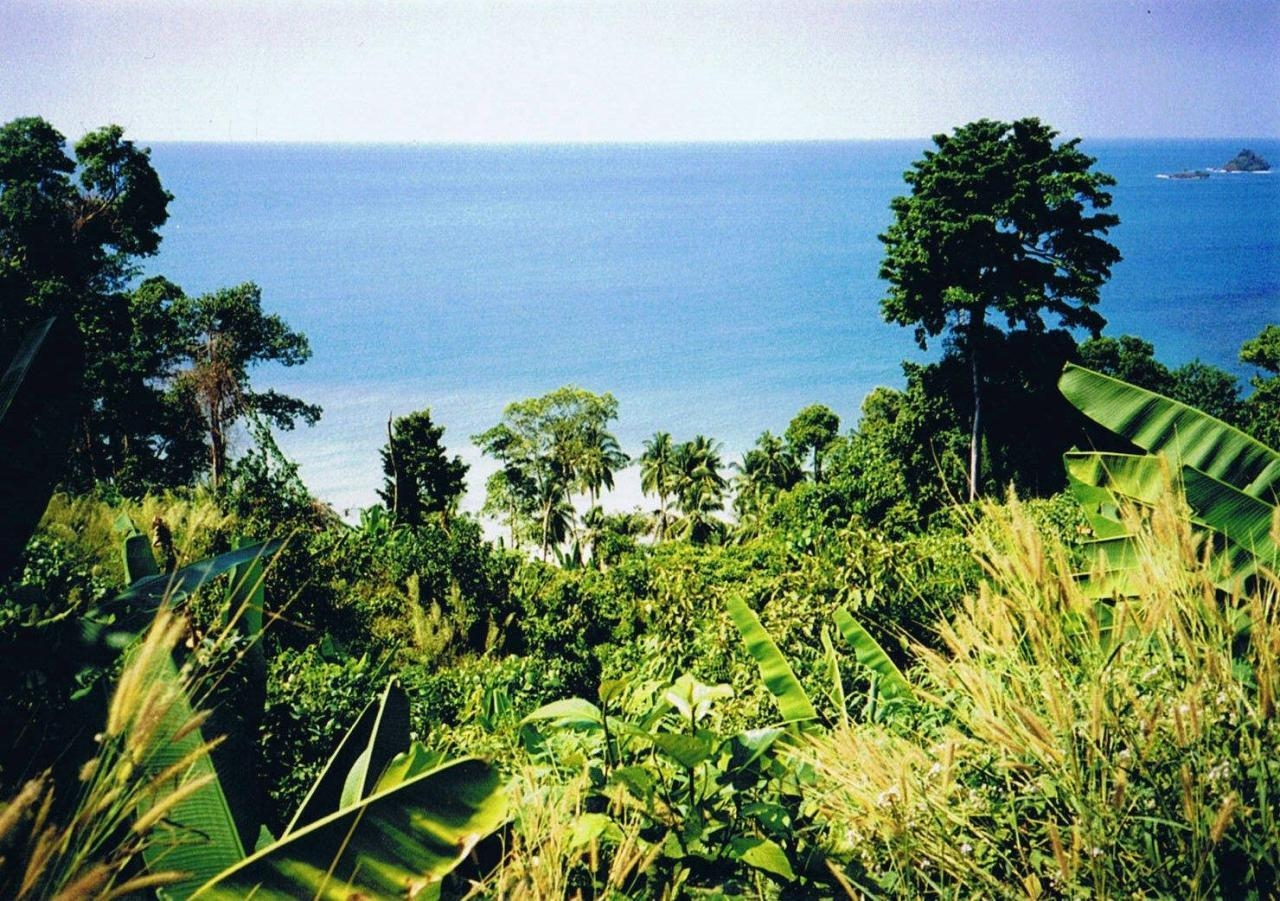
Forêt de bord de mer
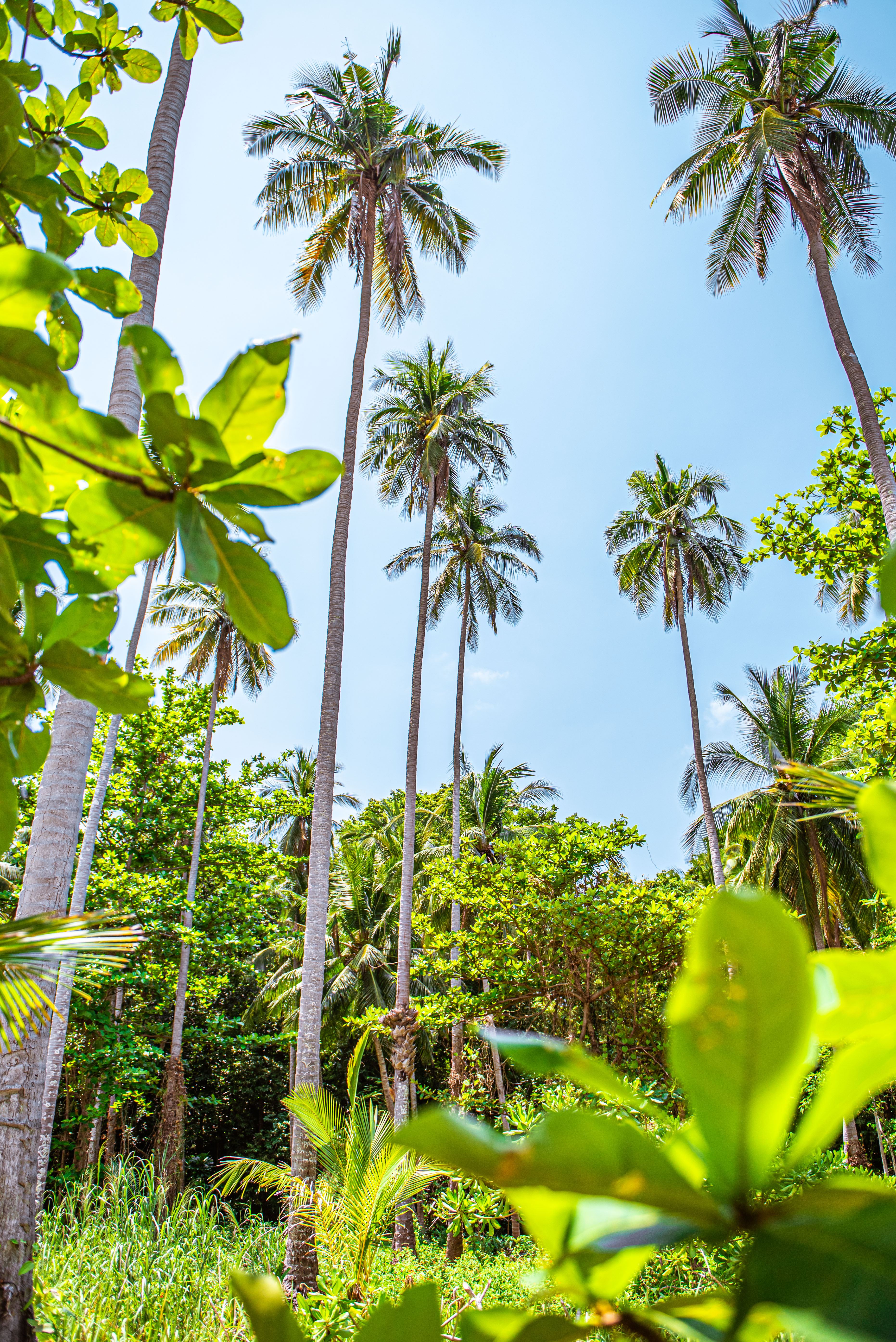
Cocotiers...
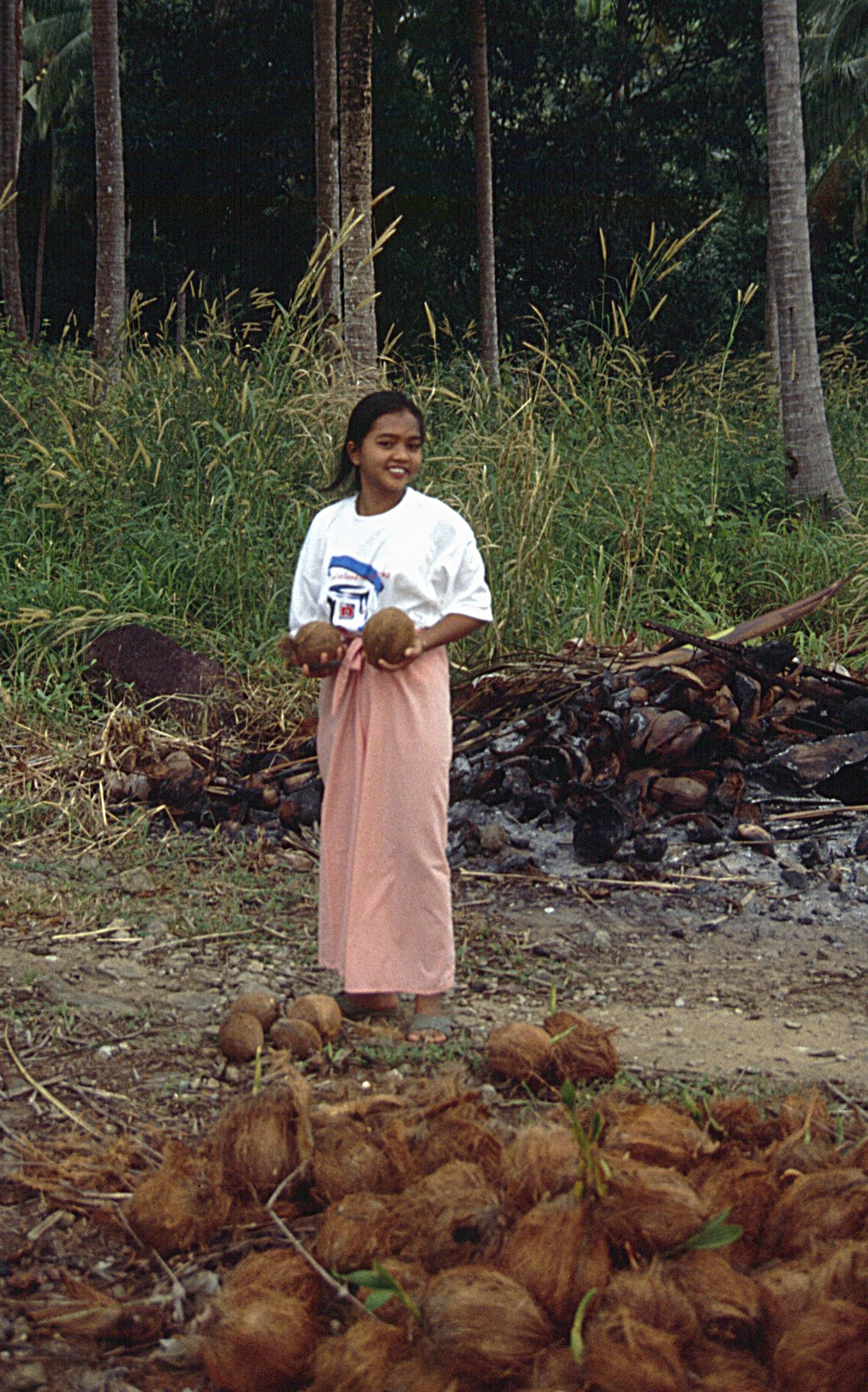
... et récolte des noix de coco
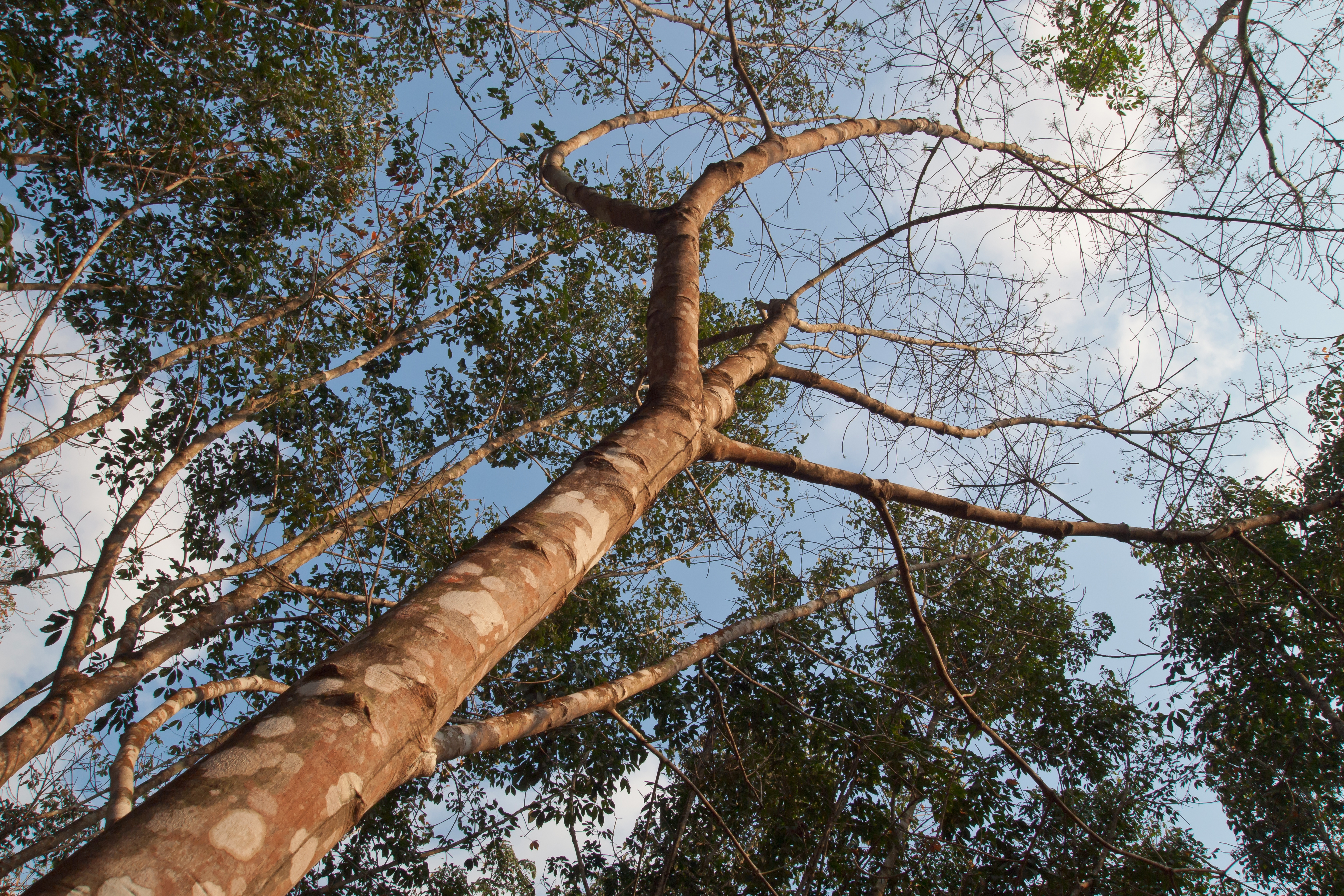
Hévéa...
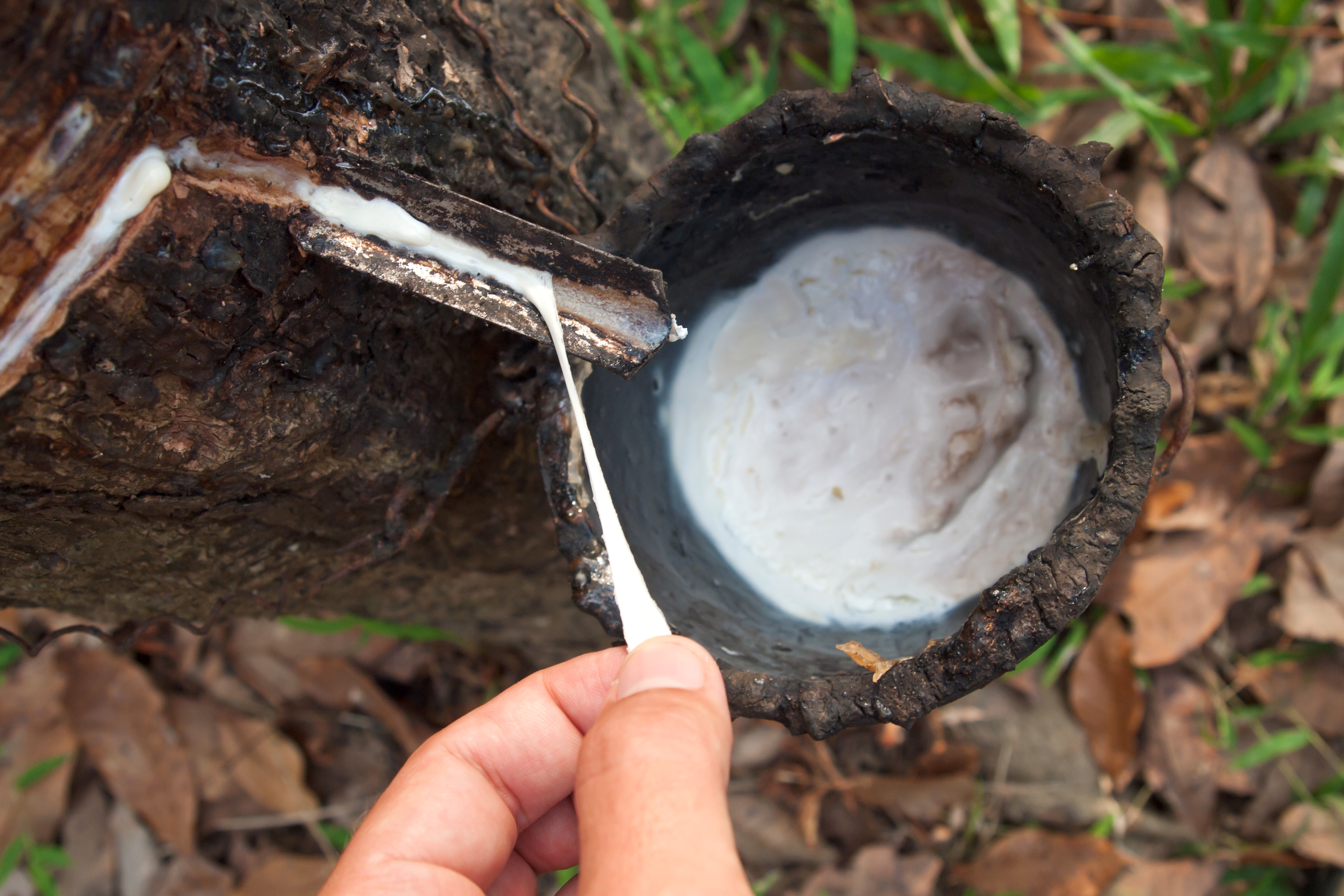
... et récolte du latex

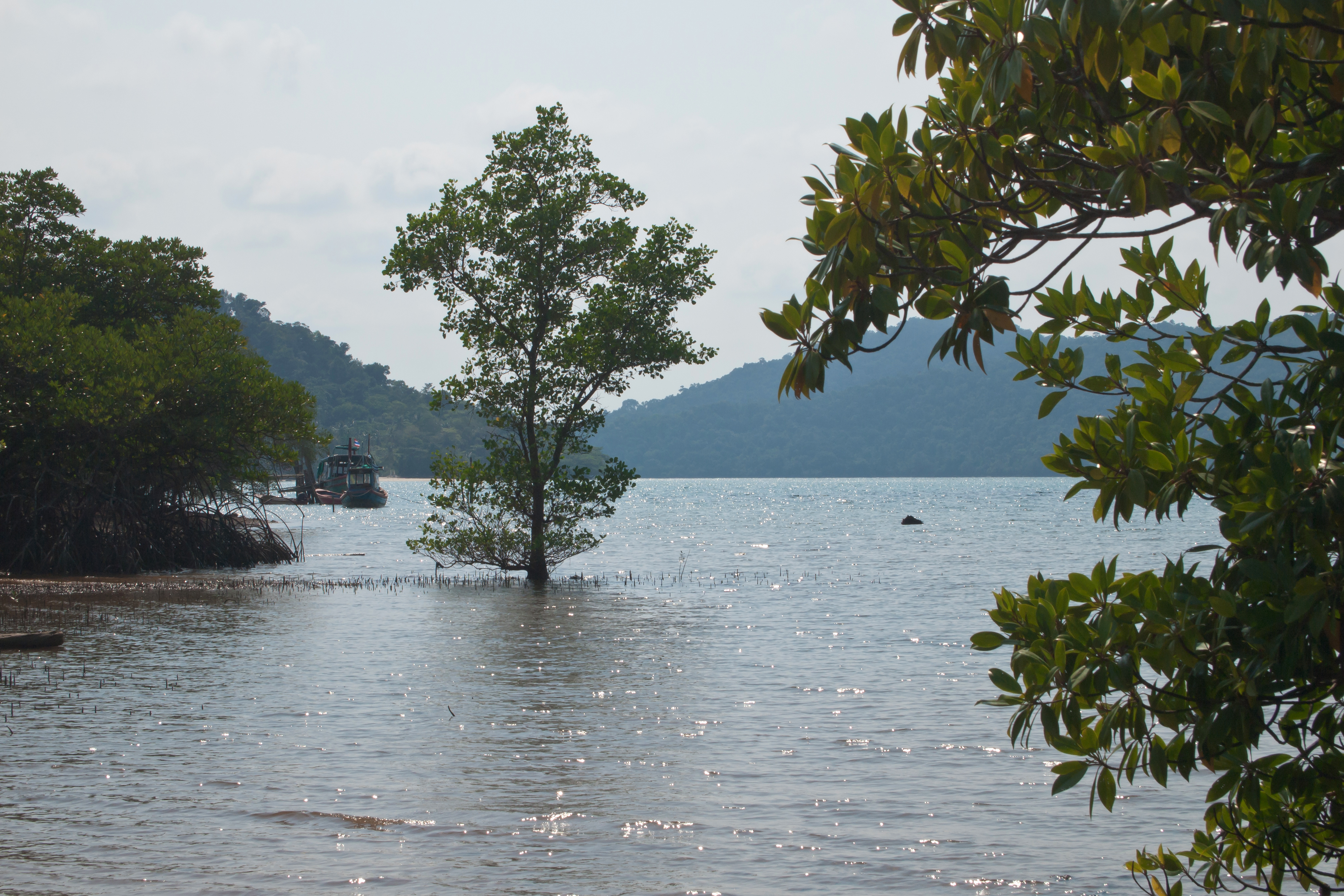
Mangrove et palétuviers

La forêt de mangrove est quelquefois présente, en particulier sur la côte Est de l'île de Ko Chang.
On y trouve en bord de mer des palétuviers « noirs » avicennia alba...; puis un peu en arrière des palétuviers « rouges » rhizophora apiculata et rhizophora mucronata... ; ensuite, un peu plus en arrière des palétuviers bruguiera gymnorhiza et bruguiera parviflora...
Il y a aussi des palétuviers ceriops decandra et ceriops tagal, des arbres à boulets de canon de la mangrove xylocarpus granatum et des xylocarpus moluccensis...
On trouve aussi en bordure de la mangrove des arbres à suicide cerbera odollam, des hibiscus tiliaceus, etc.

### Faune
On dénombre au moins 29 espèces de mammifères, 74 espèces oiseaux (d'autres sources mentionnent près de 110 espèces d'oiseaux) et 42 espèces de reptiles et amphibiens dans le parc national de Mu Ko Chang.
Il y a aussi bien sûr de nombreux arthropodes, vers et sangsues, insectes dont des papillons...
Dans la mer, on peut voir une grande variété de coraux, de poissons tropicaux...

#### Mammifères
On peut rencontrer des éléphants d'Asie domestiqués, des cochons sauvages (sangliers), des cerfs aboyeurs muntjacs, des singes macaques crabiers et le rare trachypithecus germaini, des civettes palmistes communes (civettes des palmiers), des chauves-souris, des écureuils, des rats et des souris...

Quelques mammifères notoires
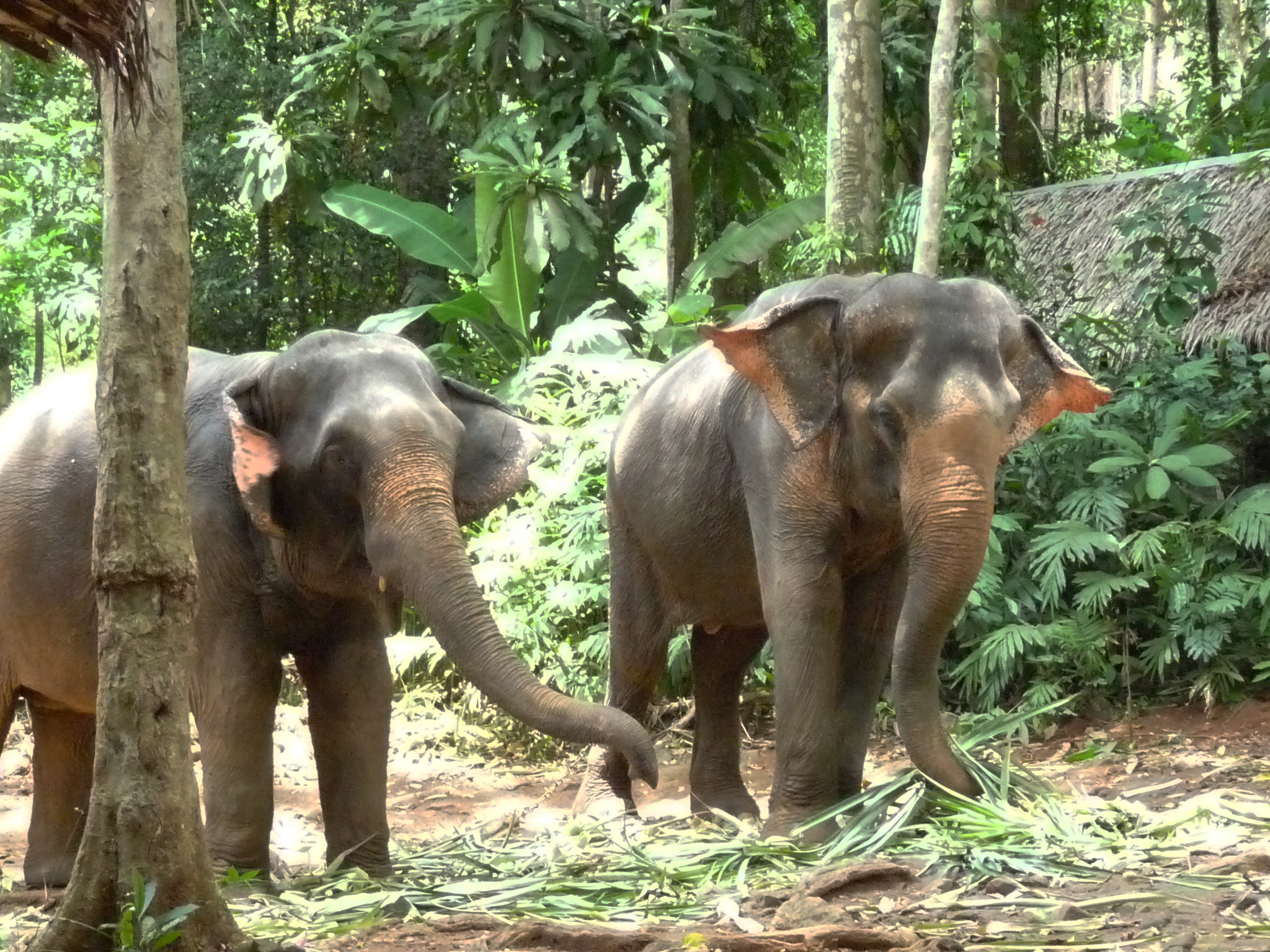
Eléphants d'Asie...
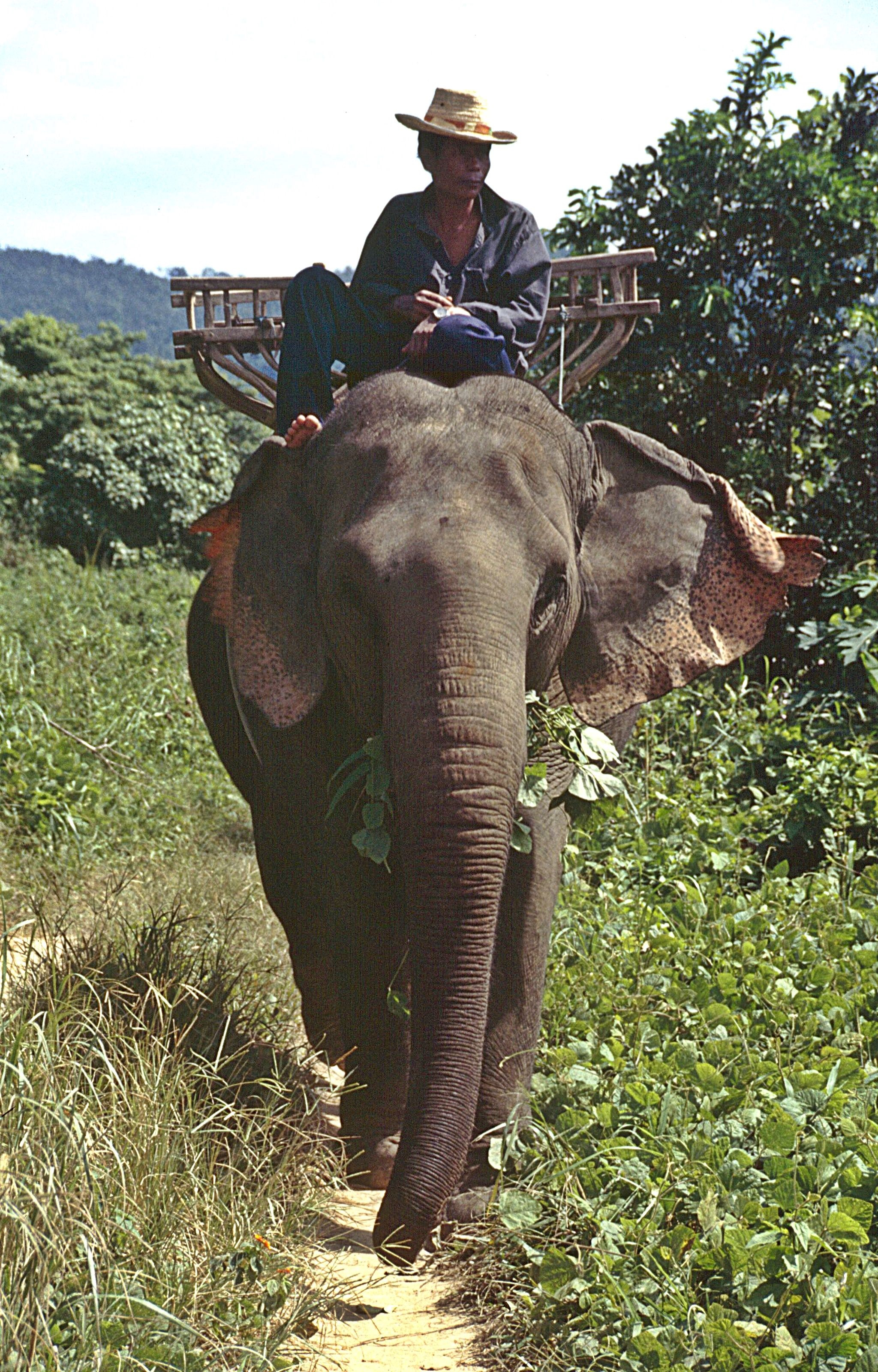
Cornac...
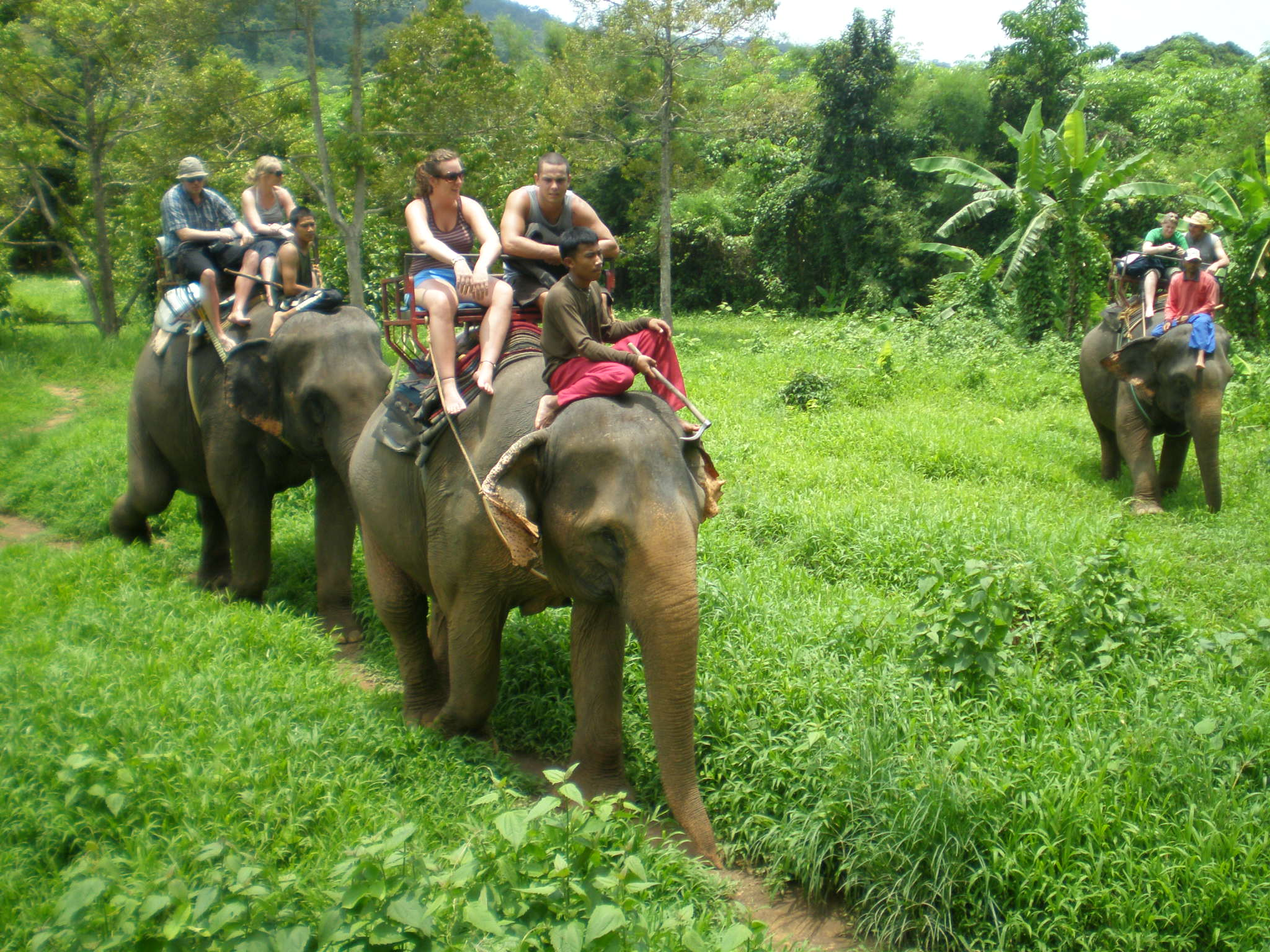
... et touristes
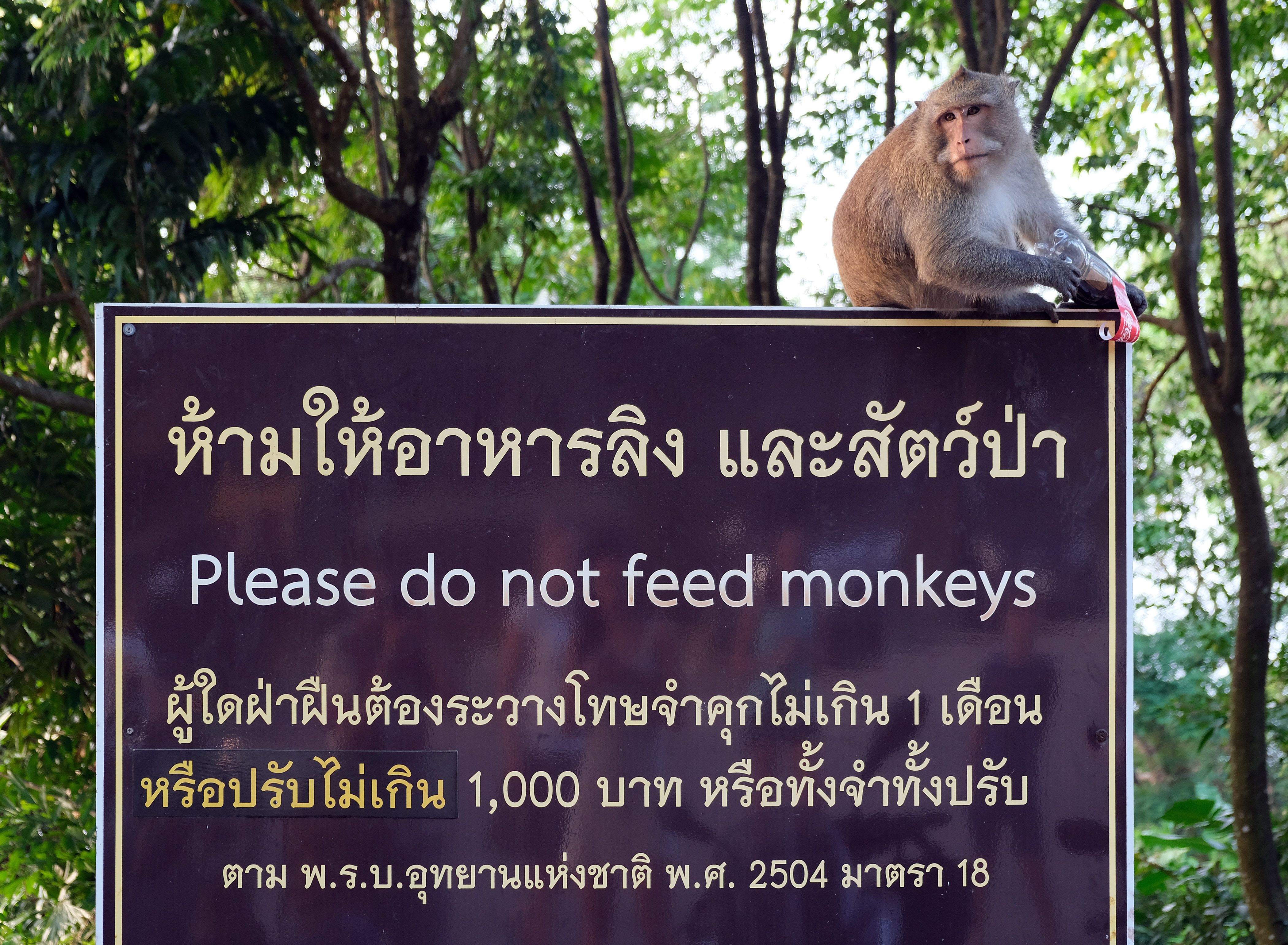
S'il vous plaît, ne nourrissez pas les singes !
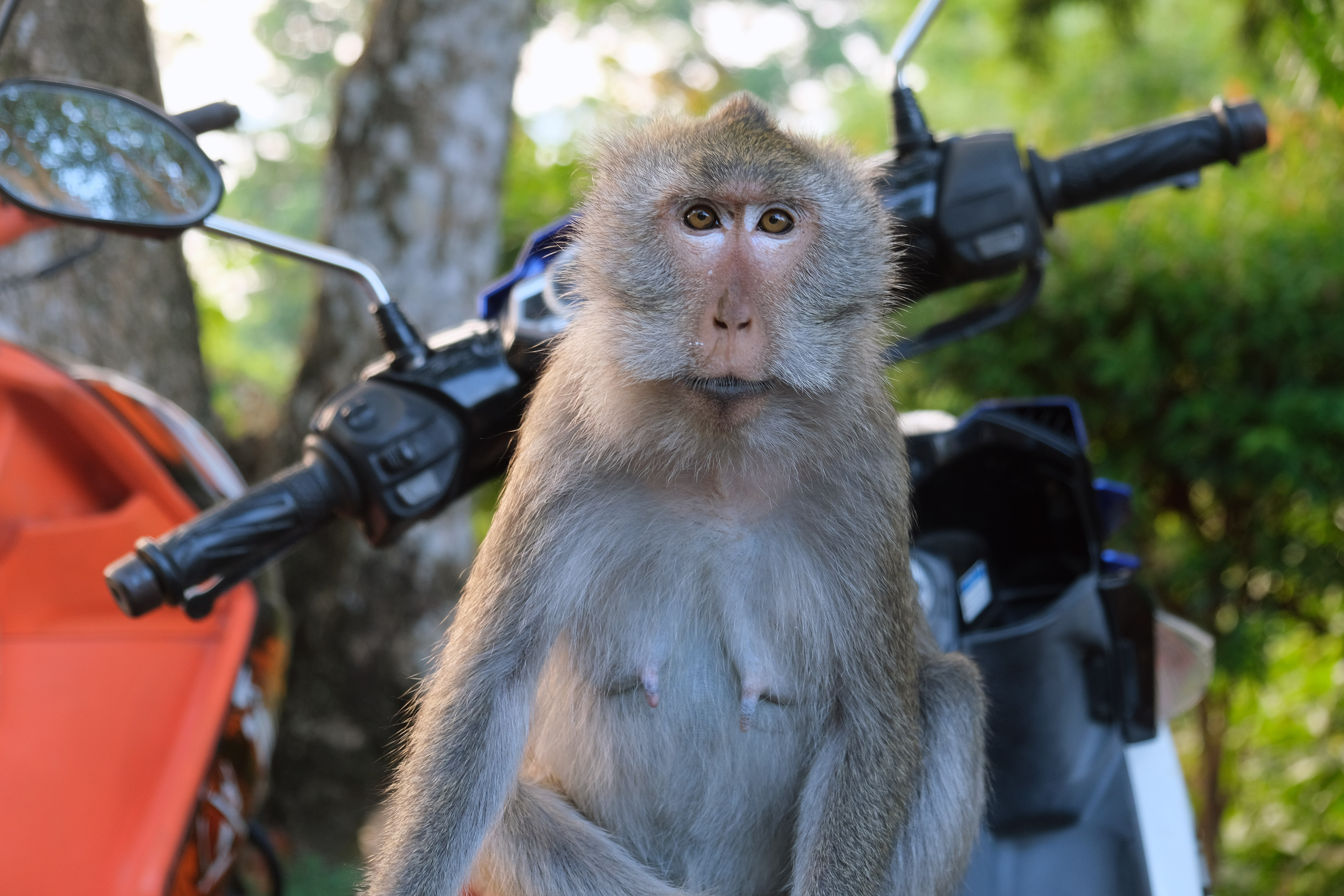
Macaque crabier

#### Oiseaux
Parmi la centaine d'oiseaux que l'on peut observer dans l'archipel de l'île aux éléphants, souvent résidant en permanence, parfois migrateurs, juste de passage, il y a :
des oiseaux non passereaux souvent de taille moyenne à grande :
- des rapaces Accipitridae : aigle botté et aigle huppé, buse du Japon, épervier besra... ;
- des échassiers Ardeidae : aigrette sacrée, héron strié... ;
- des calaos Bucerotidae : calao bicorne... ;
- des Alcedinidae martin-pêcheur méninting ; des Columbidae carpophage pauline ; des Laridae sterne pierregarin ; des Megalaimidae barbu de Hume ; des Picidae pic canente ; des Rallidae râle à poitrine blanche etc.

et des passereaux souvent de petite taille :
- des Hirundinidae : hirondelle rustique et hirondelle de Tahiti... ;
- des Nectariniidae : leptocoma brasiliana et souimanga de Macklot leptocoma calcostetha... ;
- des Oriolidae : loriot de Chine... ;
- des Phylloscopidae : pouillot boréal, pouillot de Temmick phylloscopus coronatus et pouillot à pattes claires phylloscopus tenellipes... ;
- des pycnonotidae : bulbul goiavier et bulbul ocré etc.

#### Reptiles et amphibiens

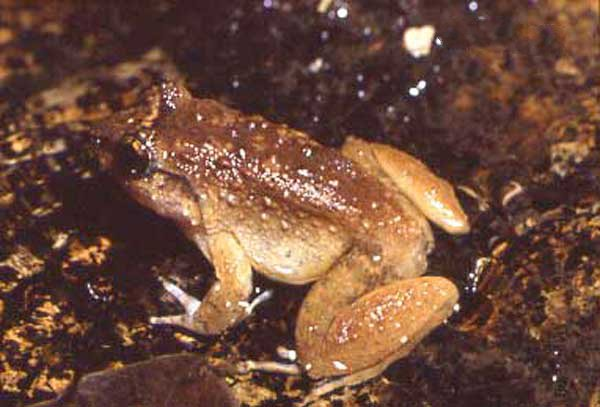
Limnonectes kohchangae

On rencontre fréquemment des geckos tokay (geckos des habitations) et parfois des sauriens acanthosaura cardamomensis et des dragons d'eau vert. On trouve des tortues cyclemys atripons.
Les serpents sont aussi communs : lycodon laoensis, ptyas korros et serpent ratier vert à queue rouge ; serpent corail calliophis maculiceps ; trimeresurus cardamomensis ; cobra royal ; python réticulé etc.
Il y a de plus des amphibiens dont des limnonectes kohchangae et des sylvirana mortenseni.

#### Arthropodes, vers et sangsues, insectes dont papillons...
Il est possible d'observer de nombreux arthropodes dont des araignées althepus flabellaris, otacilia kao, pelicinus sayam, psechrus vivax et speocera naumachiae ; des arachnides eukoenenia siamensis ; des pseudoscorpions shravana laminata et sironcus siamensis...
Parmi la multitude d'insectes, outre les inévitables moustiques, on peut observer le scarabée-rhinocéros siamois xylotrupes gideon ainsi que des papillons nymphalidae hypolimnas bolina jacintha et junonia atlites atlites, des papilionidae troides aeacus aeacus et des pieridae appias nerofigulina etc.

Quelques insectes
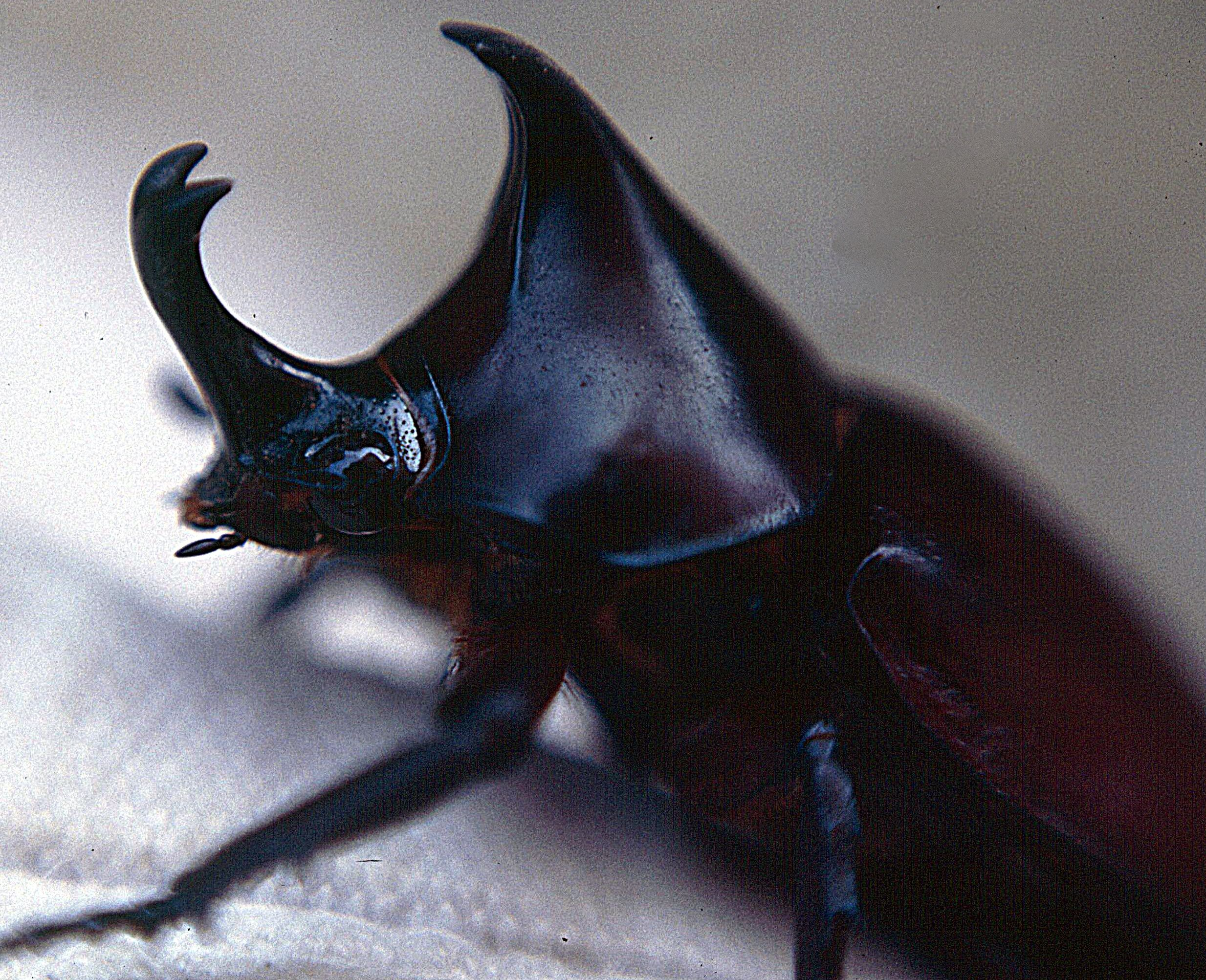
Scarabée-rhinocéros xylotrupes gideon
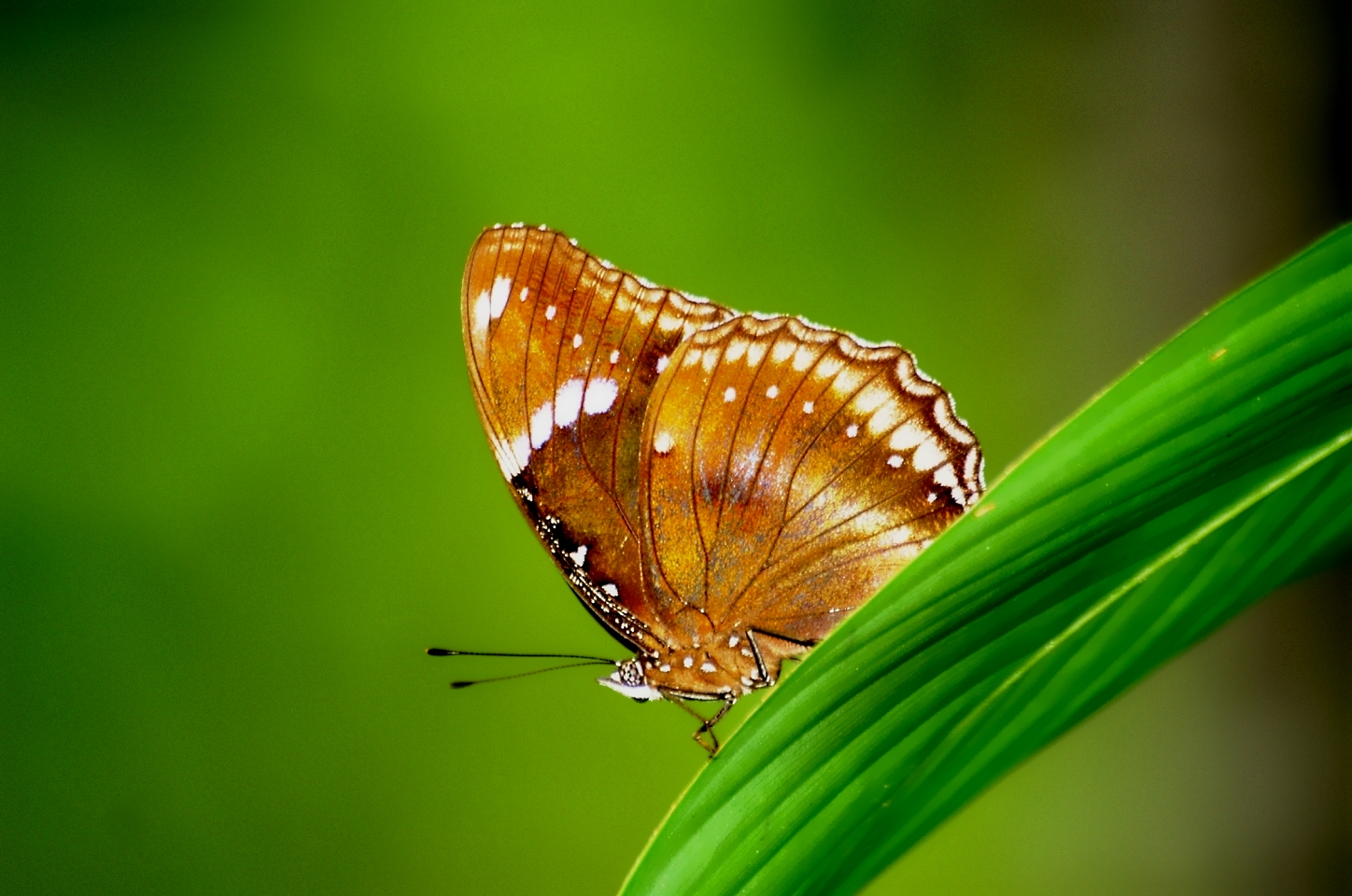
Hypolimnas bolina jacintha
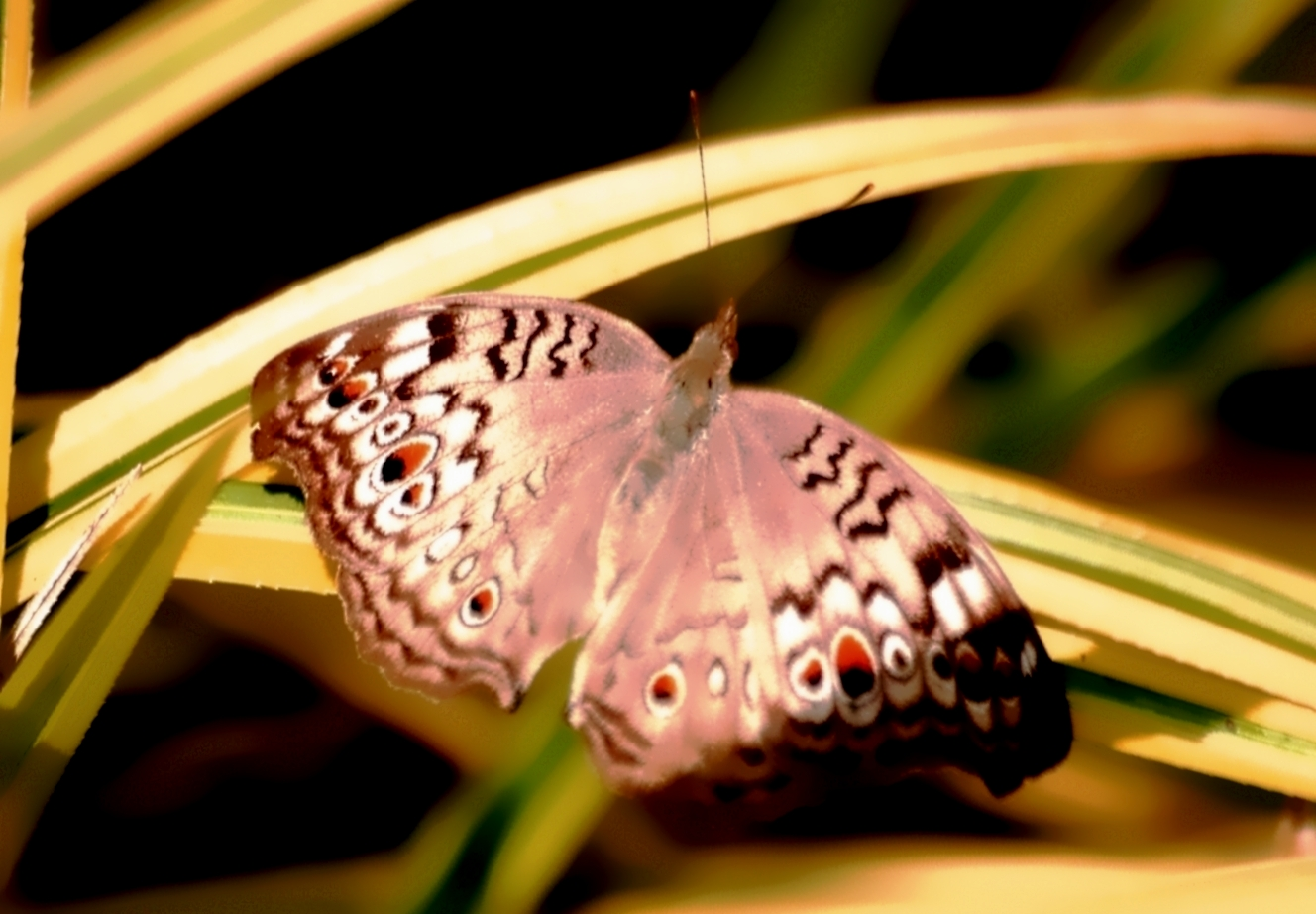
Junonia atlites atlites
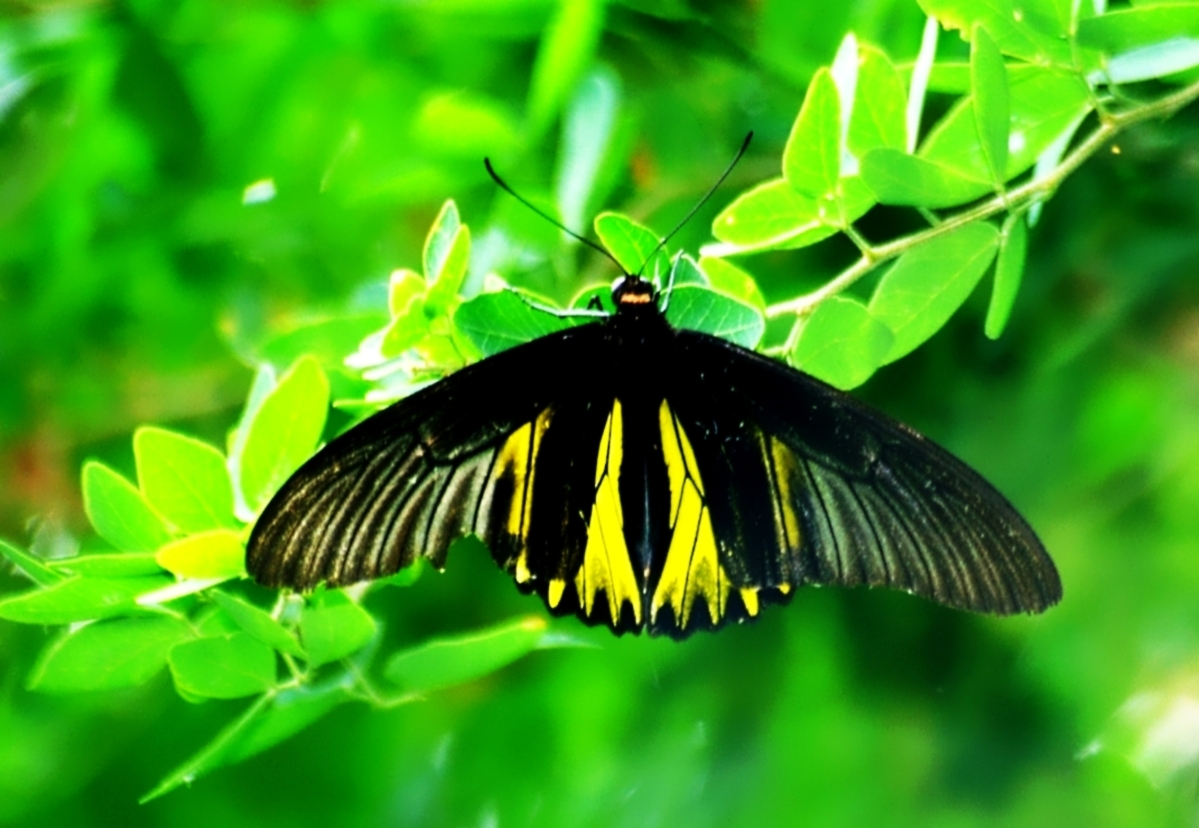
Troides aeacus aeacus
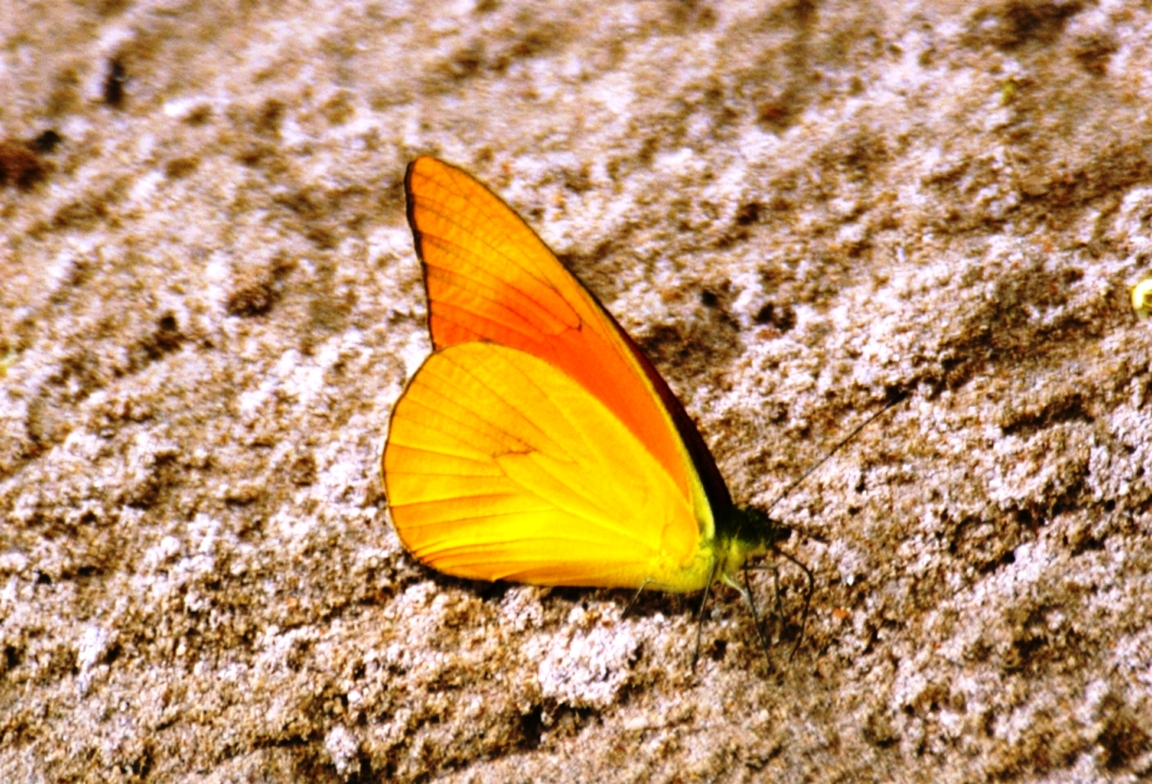
Appias nero figulina

#### Animaux marins
On peut admirer des coraux, des oursins, des seiches... de nombreuses espèces de poissons tropicaux dont le mérou étoile, le poisson-bagnard, le poisson-clown à collier... et le requin-baleine ainsi que la tortue imbriquée, le dugong...

Récif corallien de l'île de Ko Rang
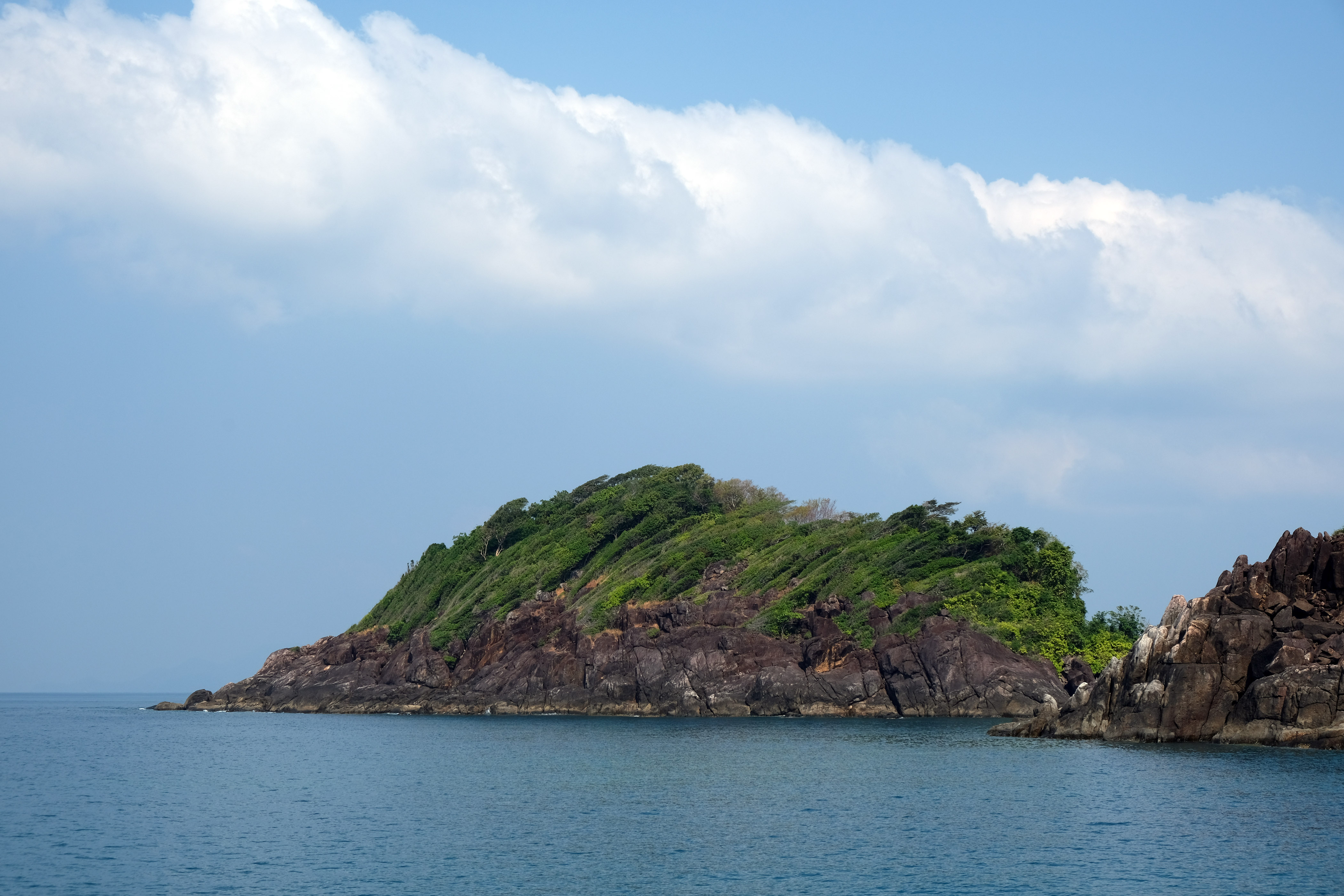
Îlot proche de Ko Rang
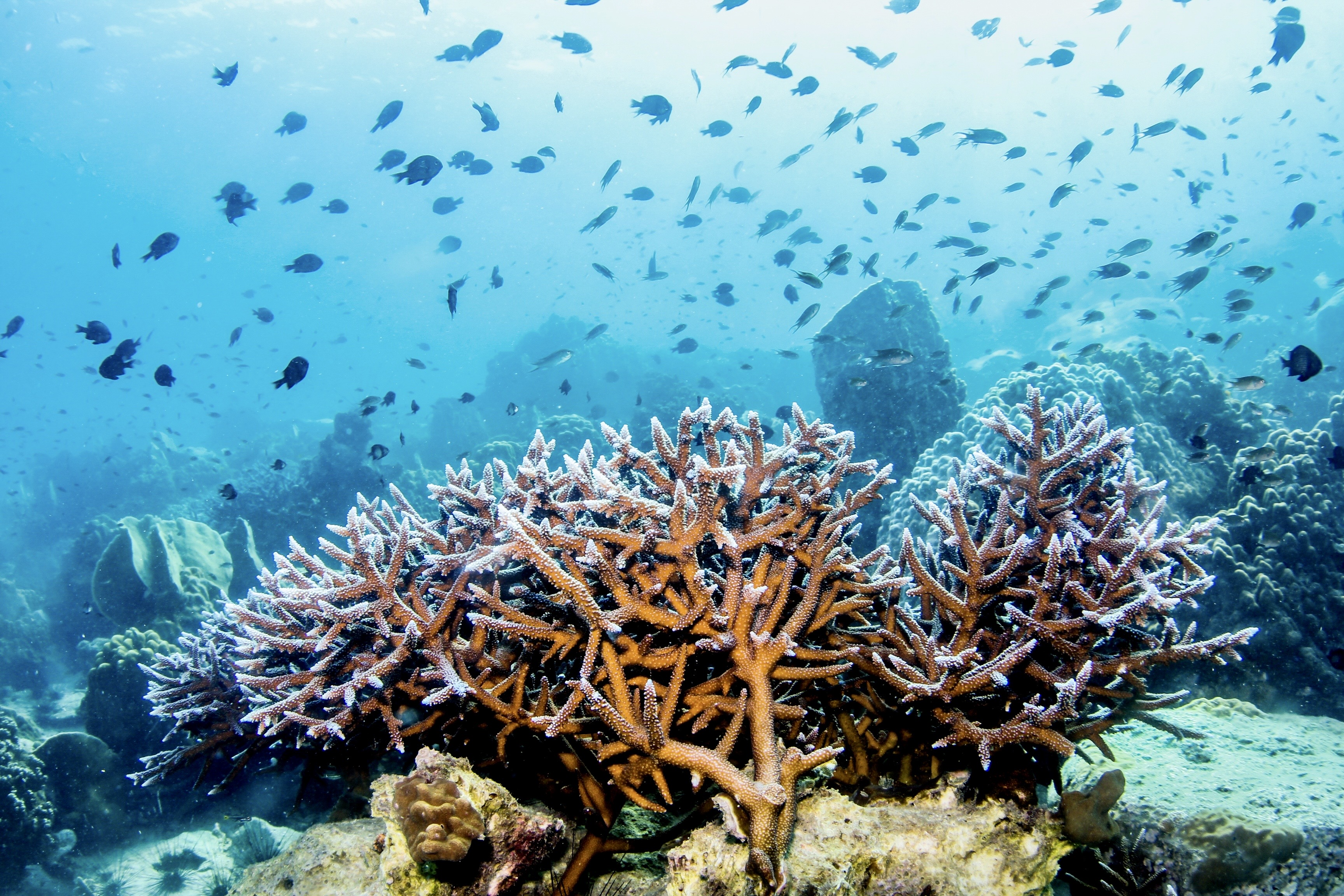
Coraux
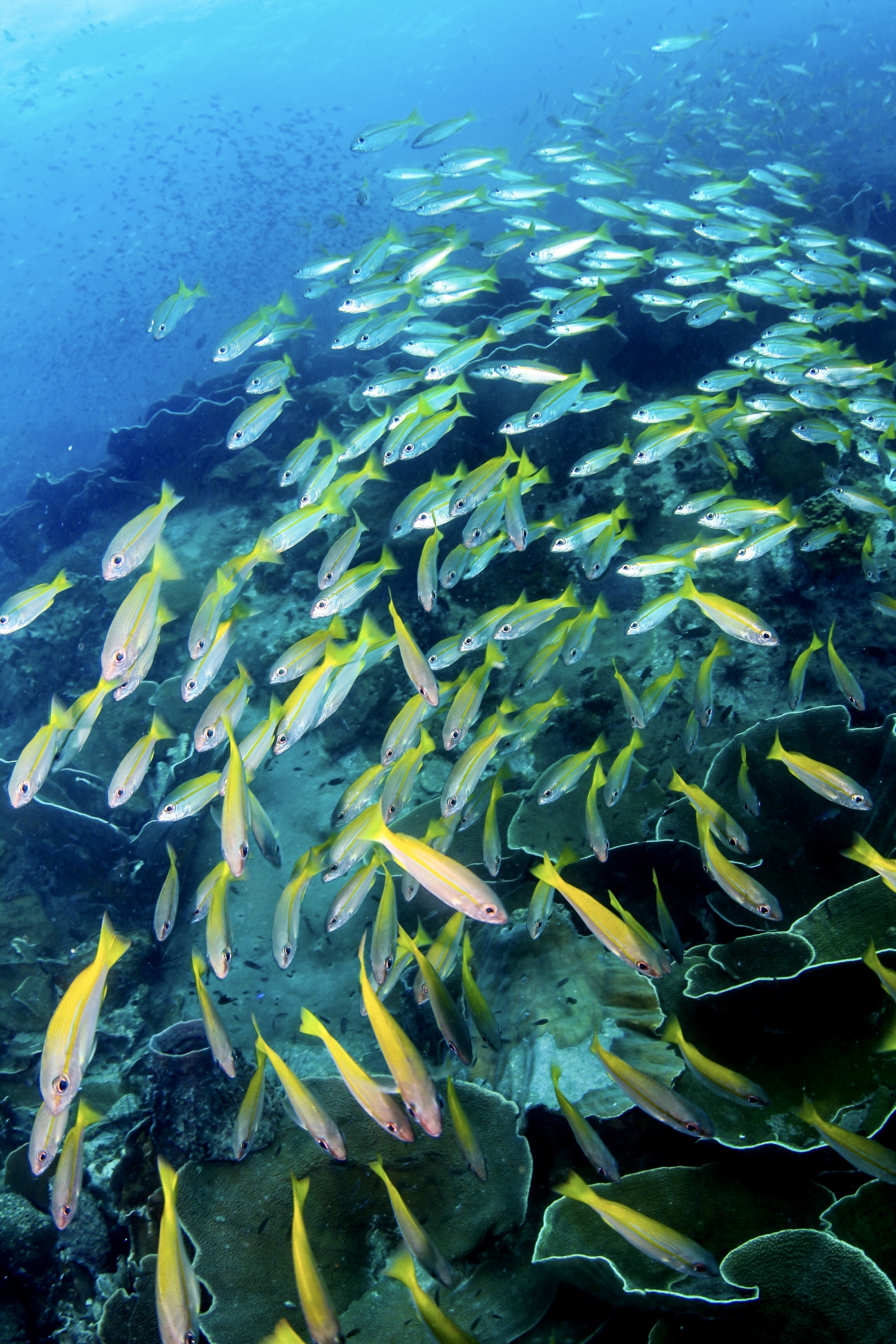
Poissons
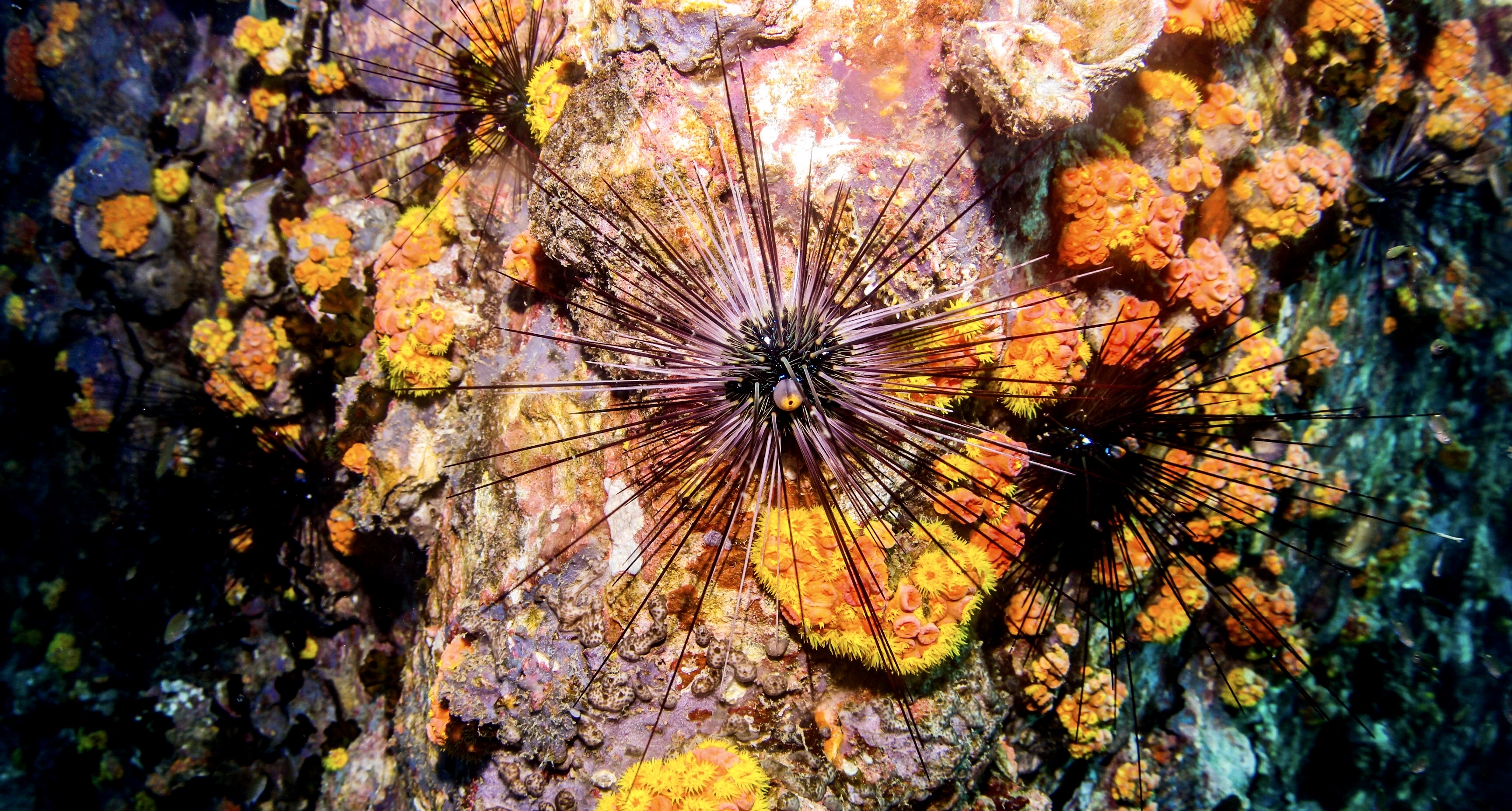
Oursins

Poissons de l'île de Ko Chang
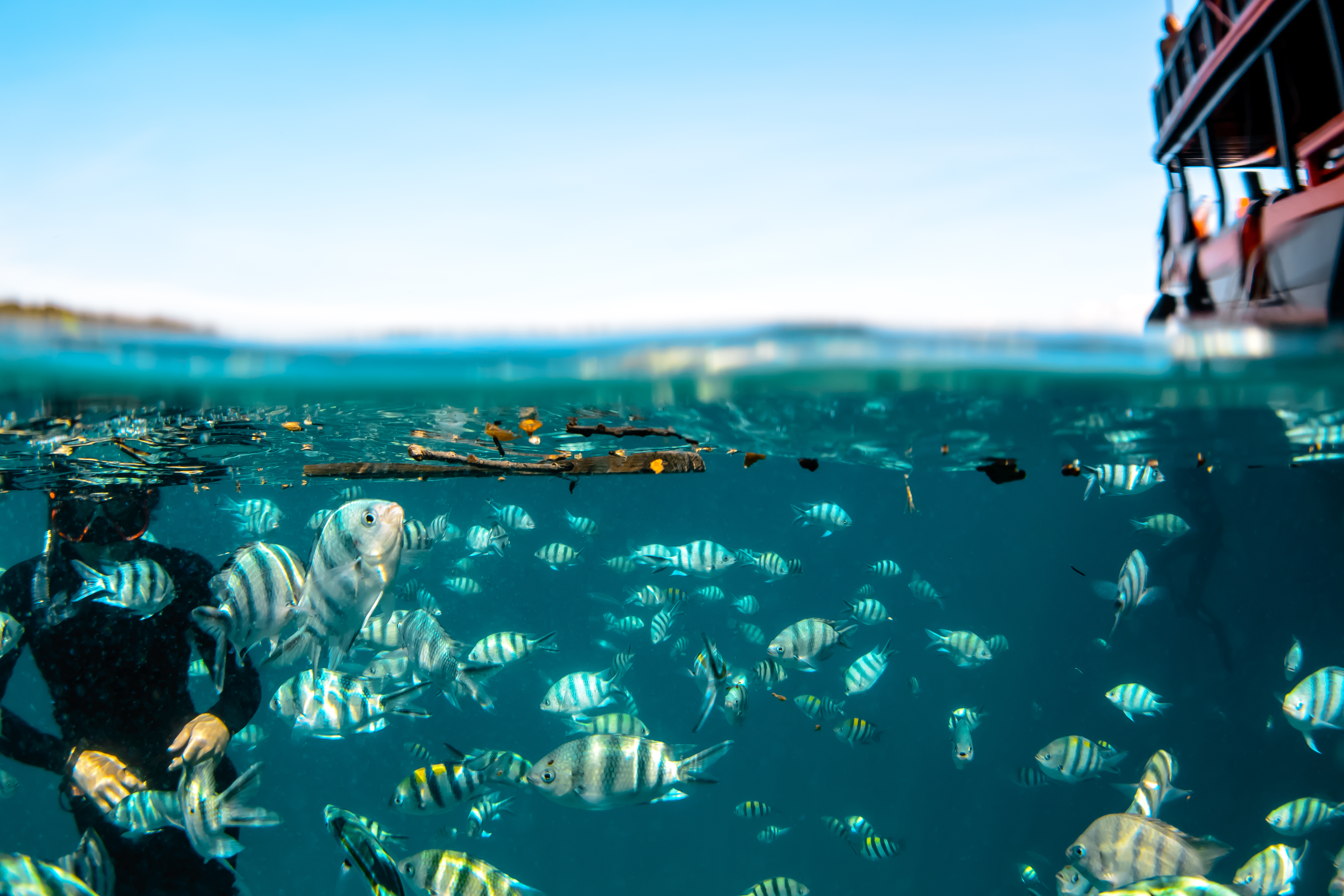
Poissons-bagnards
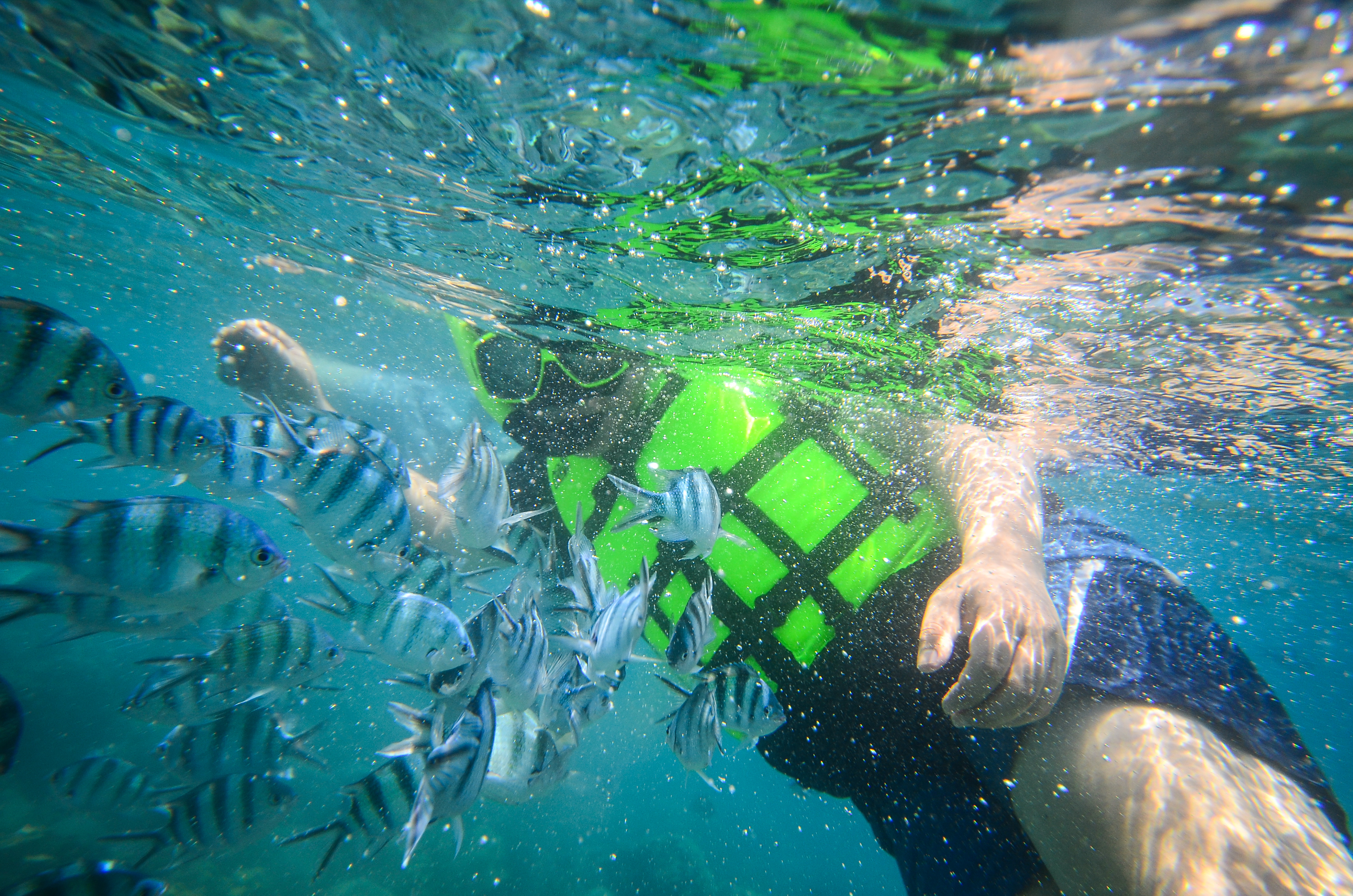
Plongeur
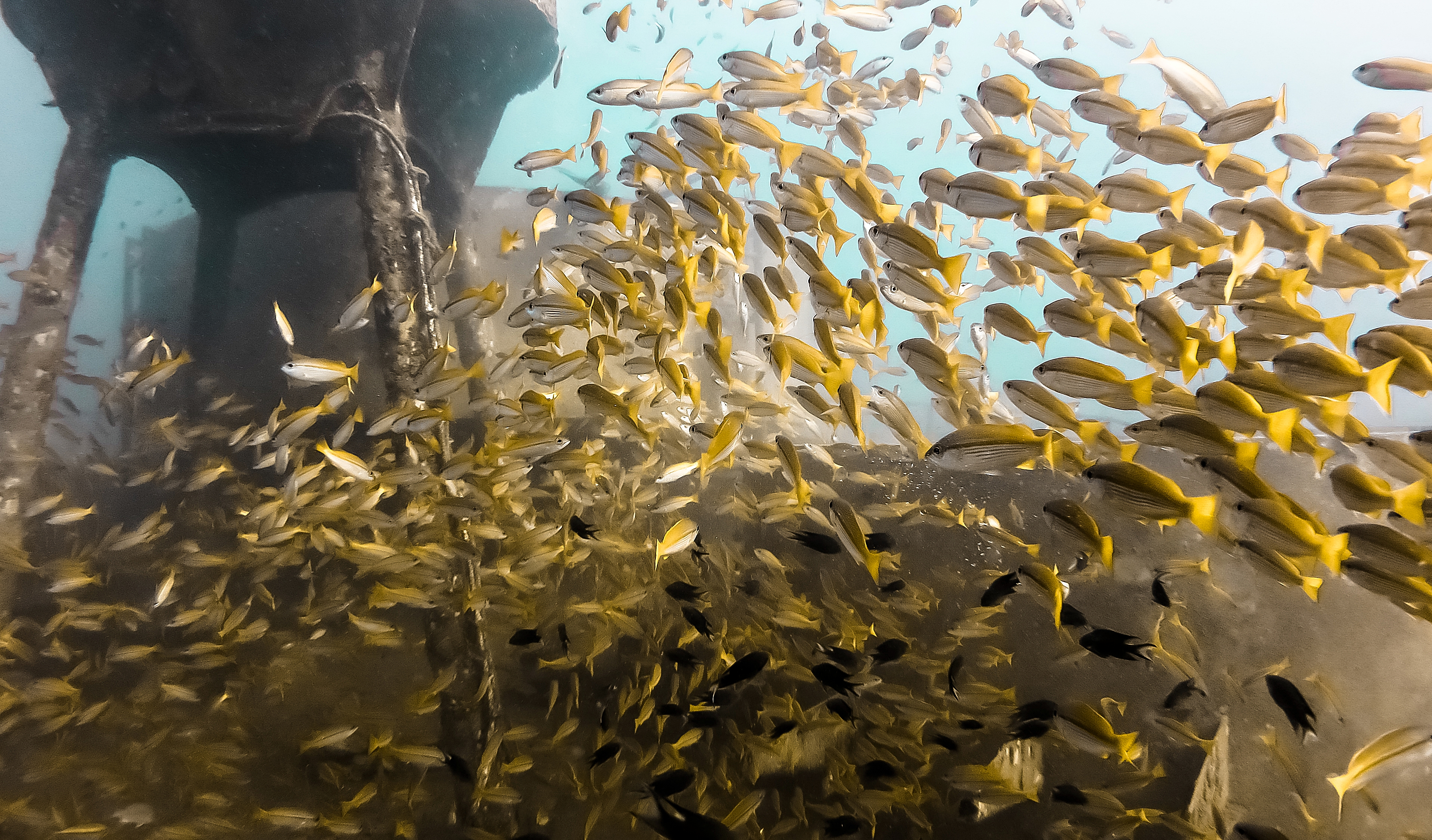
Poissons non identifiés
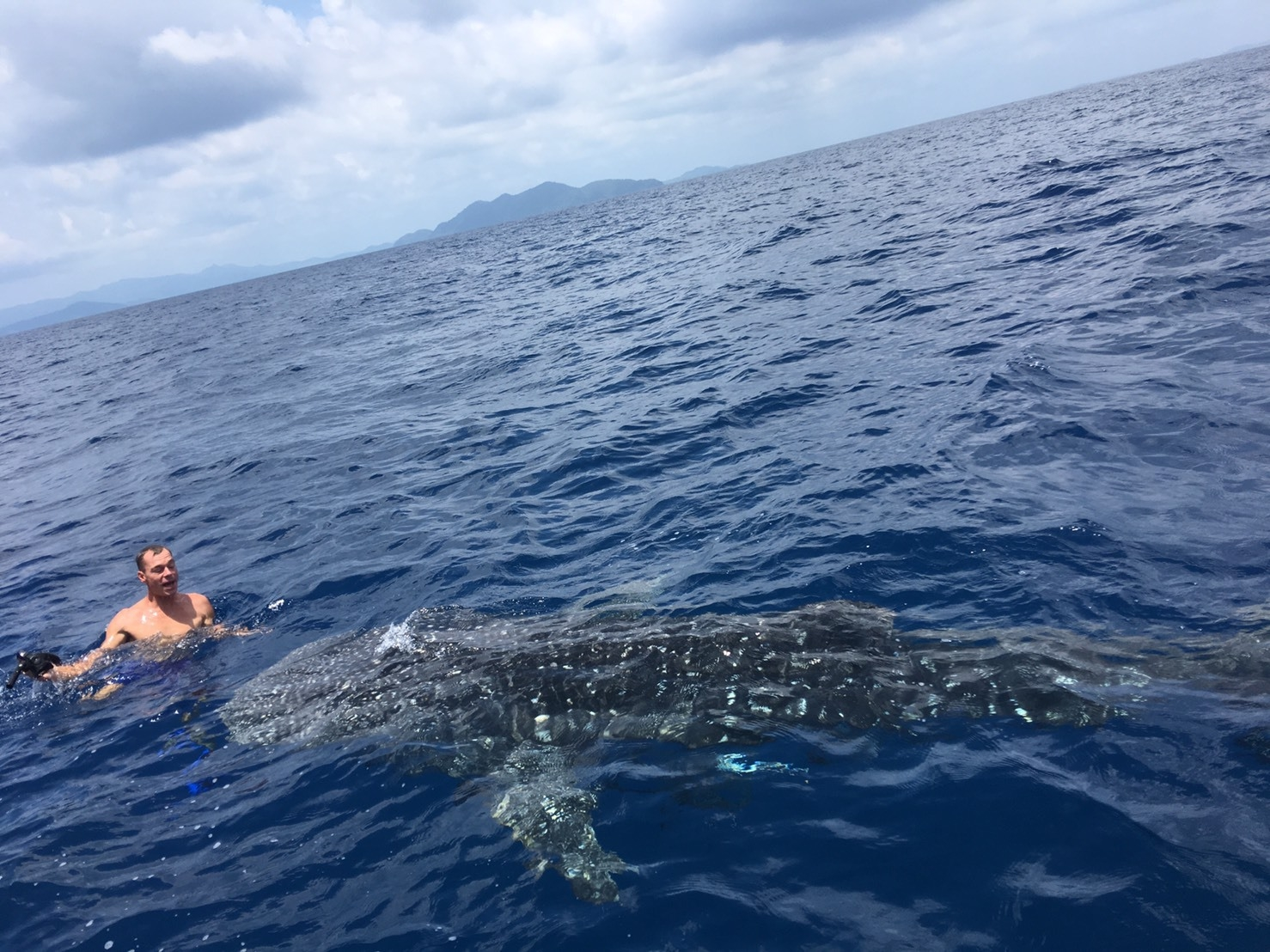
Requin-baleine